# Judaizm

Gwiazda Dawida – jeden z symboli judaizmu, Żydów i Izraela

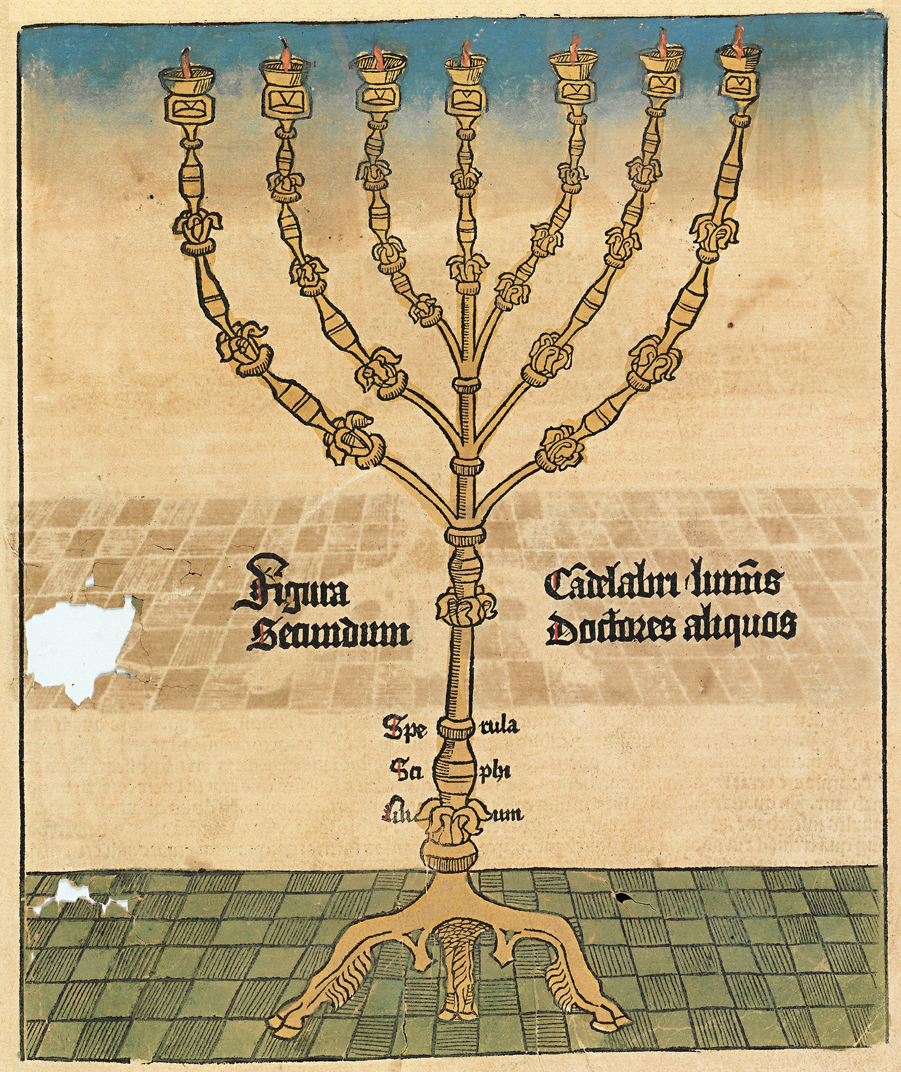
Menora – jeden z symbolów judaizmu, ilustracja z XV wieku

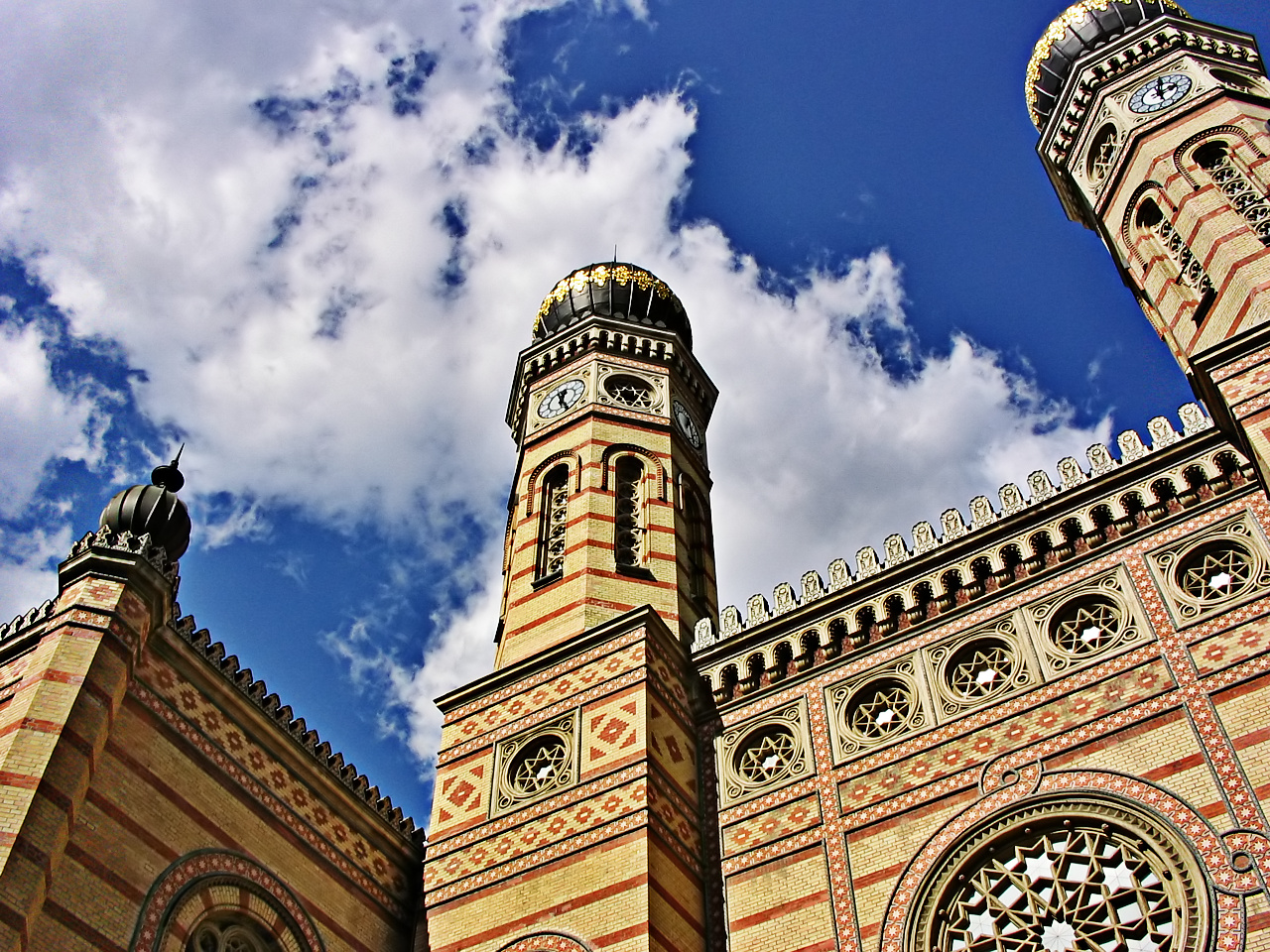
Wielka Synagoga w Budapeszcie – największa synagoga w Europie i jedna z kilku największych na świecie

Judaizm (hebr. ‏יהדות‎), wyznanie mojżeszowe – religia monoteistyczna, pierwsza z grupy abrahamicznej, istniejąca od starożytności. Źródłem objawienia jest dla niej Biblia hebrajska – opisuje ona między innymi kosmogonię polegającą na stworzeniu świata przez Boga. W Biblii i judaizmie Stwórca jest określany tytułami Elohim i Adonai; jego pełne imię jest uznawane za święte, przez co nie zawsze można je wymawiać i jest oznaczane tetragramem, którego polska transkrypcja to JHWH, co bywa rozwijane. Biblia hebrajska opisuje też inne mity i wieczyste przymierze Boga z Izraelitami, czasem utożsamianymi z Hebrajczykami i Żydami. Bóg miał chronić swój lud, zwany wybranym, i pomagać mu w zamian za podporządkowanie się jego nakazom. 
Religia ta kształtowała się na Bliskim Wschodzie od II tysiąclecia p.n.e. Mogły na nią wpływać inne monoteizmy jak egipski kult Atona i perski zaratusztrianizm (zoroastryzm). Według biblijnych legend monoteizm wśród Semitów wprowadził Abraham, a Mojżesz przekazał ludziom Dekalog i Torę – Pięcioksiąg otwierający Biblię. Dwa główne etapy właściwego judaizmu to:
- świątynny lub biblijny[2] – istniejący w czasach Świątyni Jerozolimskiej, od X wieku p.n.e.;
- rabiniczny lub talmudyczny[2] – powstały po zburzeniu drugiej świątyni jerozolimskiej przez Rzymian w 70 roku n.e., istniejący do dziś.

Pierwszy z nich wytworzył:
- charakterystyczne wierzenia jak mesjanizm – wiarę w nadejście mesjasza, który odtworzy Królestwo Izraela;
- podstawowe zwyczaje i przepisy, np. świętowanie soboty, w kontekście judaizmu nazywanej szabatem;
- kilka stronnictw i tradycji jak saduceusze, faryzeusze, esseńczycy, zeloci i sykariusze, które miały też cele polityczne.

Judaizm rabiniczny uznał kanon Biblii za zamknięty. Religia ta doczekała się szeregu odłamów jak chasydyzm, inne szkoły ortodoksyjne, judaizm konserwatywny, reformowany, rekonstrukcjonistyczny i mesjanistyczny, czasem traktowany jako odrębne wyznanie synkretyczne. Religie wywodzące się z judaizmu to m.in.:
- samarytanizm oparty wyłącznie na Pięcioksięgu, konkretniej na jego charakterystycznej wersji;
- chrześcijaństwo[3], które za mesjasza uznało Jezusa z Nazaretu, rozszerzyło Biblię o Nowy Testament, a wcześniejsze pisma nazwało Starym;
- karaimizm, czasem uznawany za jeden z odłamów judaizmu, odrzucający Talmud i inne przekazy rabinów
- i inne religie abrahamowe, np. islam.

Pośrednio judaizm wywarł również wpływ na powstawanie wielu synkretycznych religii, takich jak zawierające elementy chrześcijaństwa manicheizm, wudu i gnostycyzm (czerpiący również bezpośrednio z judaizmu) czy będący islamsko-hinduistycznym synkretyzmem sikhizm. 
Judaizm był też inspiracją dla:
- ezoterycznej filozofii kabały;
- świeckich tradycji jak judaizm humanistyczny;
- politycznego ruchu syjonizmu.

Termin bywa też używany w węższym znaczeniu. Czasem judaizmem nazywa się tylko religię rabiniczno-talmudyczną; wtedy jej poprzedniczka, którą wyznawali Jezus i prorocy, jest określana jako mozaizm.
Judaizm bywa nazywany religią narodową Żydów, choć przyjmowały go też inne grupy etniczne jak afrykańscy Felaszowie i eurazjatyccy Chazarowie. Wyznawcy tej religii są znani jako:
- żydzi[9] – pisownia małą literą oznacza wyznanie; nazwę tę krytykowano jako zbyt podobną do nazwy narodu[10];
- judaiści[11], choć to słowo oznacza też badacza judaizmu i Żydów, czyli przedstawiciela judaistyki;
- izraelici[12], choć to słowo ma też znaczenie etniczne lub państwowe – może odnosić się do starożytnych Hebrajczyków, ich potomków lub do poddanych Królestwa Izraela[potrzebny przypis];
- starozakonni[13].

W latach 20. XXI wieku jest ich kilkanaście milionów; mieszkają głównie w USA (5,6 mln) i Izraelu (4,7 mln).
Od starożytności religia żydowska spotykała się z wrogością, dyskryminacją i uprzedzeniem, co jest jedną z postaci antysemityzmu. Z drugiej strony przedstawiciele innych wyznań bywali nastawieni do judaizmu serdecznie, bronili praw wyznawców i czasem się nim inspirowali – takie postawy są zaliczane do filosemityzmu.

## Historia judaizmu

### Geneza judaizmu

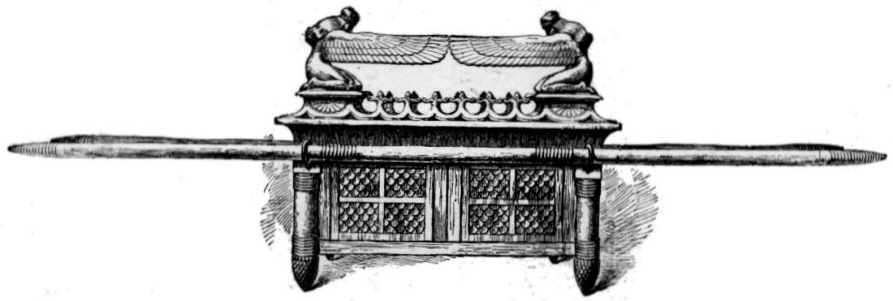
James Tissot, Arka Przymierza

Judaizm wywodzi się z wierzeń Hebrajczyków, którzy najprawdopodobniej wchodzili w skład koczowniczych plemion Habiru przybyłych do Syropalestyny zza Eufratu. Przechowywali oni tradycję o wędrówce Abrahama, którego uznają za swojego przodka, z mezopotamskiego Ur do Kanaanu i przymierzu zawartym przez niego z Bogiem, który obiecał mu liczne potomstwo i władanie krajem Kanaan. Znakiem tego przymierza stało się obrzezanie. Również przekazywano tradycje dotyczące potomków Abrahama (Awraham – אברהם): syna Izaaka (Icchak – יצחק), wnuka Jakuba (Jaakow – יעקב) (zwanego też Izraelem) i prawnuków: Rubena, Symeona, Lewiego, Judy, Issachara, Zabulona, Gada, Dana, Naftalego, Asera, Józefa i Beniamina – od których pochodzić miało 12 plemion izraelskich. Tradycja mówiła również o niewoli potomków Izraela w Egipcie (Micrajim – מצרים), o nowym przymierzu, jakie zawarł Bóg Jahwe (JHWH – יהוה) z Mojżeszem (Mosze – משה), o plagach, które Bóg zesłał na Egipcjan i o pomyślnej ucieczce z Egiptu dzięki licznym cudom i opiece Boga. Zachowano też przekaz o wędrówce przez pustynię, ustanowieniu kapłaństwa (spośród synów Lewiego – lewitów), oraz o zdobywaniu Ziemi Obiecanej pod wodzą Jozuego w walkach z zamieszkującymi je ludami. Ciągłe zagrożenie z ich strony spowodowało tendencje centralistyczne i w końcu utworzenie zjednoczonej monarchii izraelskiej (Saul, Dawid, Salomon).
Według historyków religii zbieżności między wierzeniami Hebrajczyków a egipskim kultem Atona (nazwa podobna do hebrajskiego imienia Boga – Adonaj) mogą świadczyć o tym, że Hebrajczycy ulegli wpływom monoteistycznej doktryny Echnatona. W obu przypadkach zakłada się silne więzi Hebrajczyków z Egiptem oraz w różny sposób łączy się powstanie kultu Atona lub Jahwe z biblijnym exodusem. Inne hipotezy dotyczą henoteistycznego charakteru pierwotnej religii Hebrajczyków, w której główną rolę odgrywał bóg wojny JHWH Zastępów (pochodzenia madianickiego?). Biblijne świadectwa pokazują lokalne kulty, sprawowane na „wyżynach”, na przykład na górze Garizim.
Król Salomon (Szlomo - שלמה) dokonał centralizacji kultu, budując w 967 p.n.e. świątynię jerozolimską, lecz po jego śmierci królestwo rozpadło się na dwa królestwa: Izrael (z siedzibą w Sychem) i Judę (z siedzibą w Jerozolimie). W obu ośrodkach kapłani spisywali teksty religijne i prawne, które stały się trzonem Biblii hebrajskiej i żydowskiego prawa religijnego.
Upadek królestw Izraela (722 p.n.e.) oraz Judy (586 p.n.e.) spowodowany był według tradycji licznymi odstępstwami od przykazań Boga Jahwe, a szczególnie obdarzaniem czcią bogów „cudzoziemskich”. Upadek królestwa Judy oznaczał zburzenie pierwszej świątyni jerozolimskiej i okres niewoli.

### Judaizm świątynny

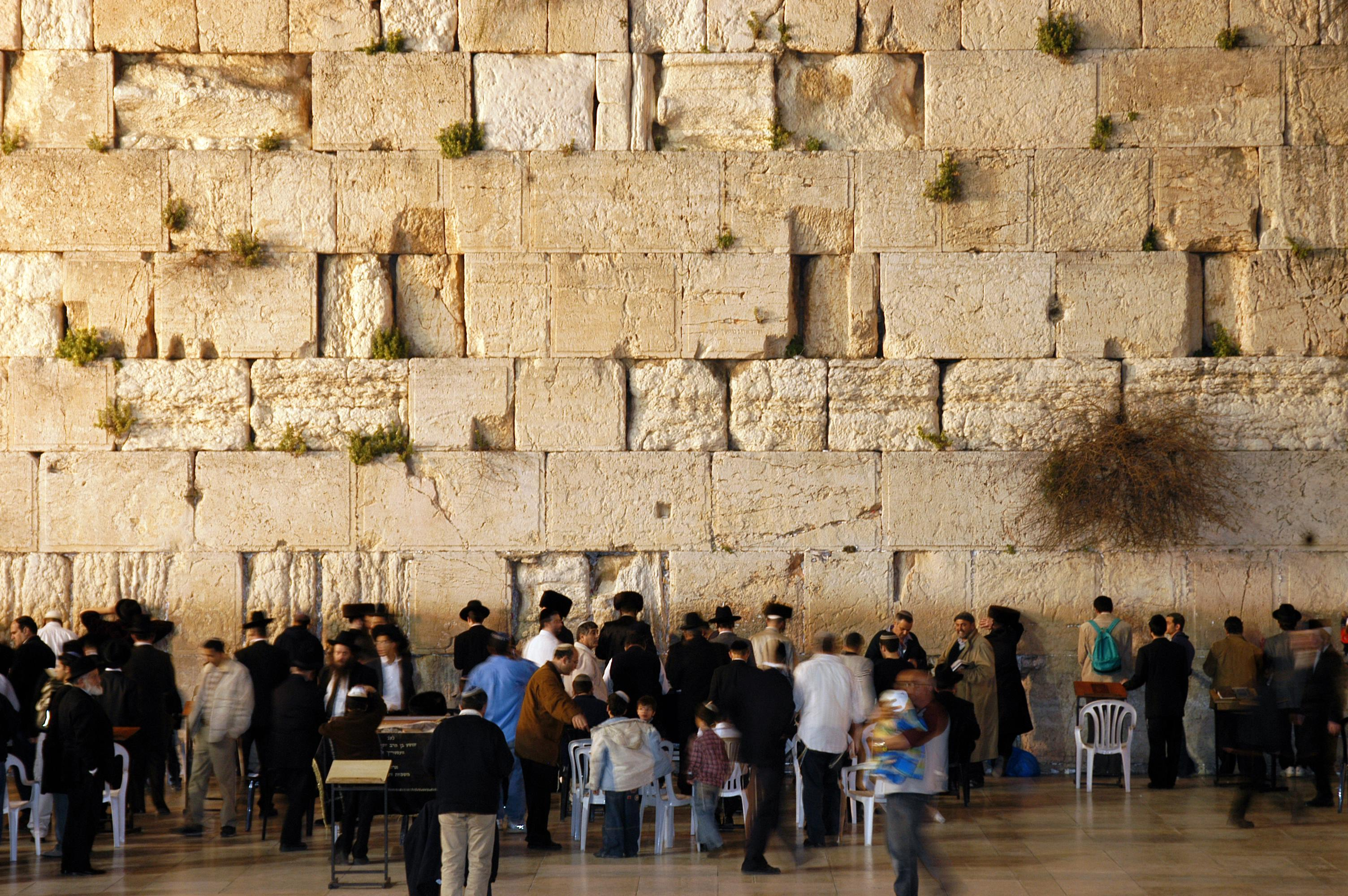
Ściana Zachodnia (nazywana także Ścianą Płaczu), jedyna pozostałość po Świątyni Jerozolimskiej

Judaizm świątynny powstał w czasach niewoli babilońskiej, po wypędzeniu ludności Izraela na tereny dzisiejszego Iraku i po najeździe Palestyny przez Achemenidów. W tym czasie ostatecznie zredagowano większą część Starego Testamentu oraz przeprowadzono reformę religijną (reforma Ezdrasza). Odnowiony judaizm zaczerpnął prawdopodobnie niektóre nowe koncepcje z zaratusztrianizmu: idee wędrówki dusz po śmierci do piekła lub nieba, Sądu Ostatecznego, przyjścia Mesjasza i osobistej odpowiedzialności za swoje czyny przed Bogiem. Reforma wiązała się z włączeniem w kanon Biblii pism proroków: Izajasza, Jeremiasza, Ezechiela i innych.
Po powrocie z niewoli babilońskiej oprócz odnowionego systemu wierzeń opracowano skomplikowaną liturgię, która była sprawowana wyłącznie przez kapłanów w Świątyni Jerozolimskiej wybudowanej w 536–515 p.n.e. na miejscu starej świątyni króla Salomona. W świątyni tej nie było już jednak zaginionej Arki Przymierza.
Pod panowaniem hellenistycznej dynastii Seleucydów (190–141 p.n.e.) próbowano zmusić Żydów do kultu bogów greckich, co spowodowało powstanie machabejskie. W II w. p.n.e. obok kapłanów i związanego z nimi stronnictwa saduceuszy, którzy bronili znaczenia kultu świątynnego, pojawili się „uczeni w piśmie” i stronnictwo faryzeuszy, którzy kładli nacisk na znajomość pism pięcioksięgu mojżeszowego i proroków oraz na skrupulatnym wypełnianiu zawartych w Biblii przepisów moralnych, rytualnych oraz prawnych. Oprócz nich powstawały mniejsze „sekty”: ascetycznych esseńczyków, których poglądy zachowały się w rękopisach z Qumran, zwolenników Jana Chrzciciela oraz zwolenników Jezusa Chrystusa, którzy dali początek religii chrześcijańskiej. Po podbiciu kraju przez Rzymian (63 p.n.e.) rosnące znaczenie zdobywało niepodległościowe stronnictwo zelotów, których wysiłki spowodowały w końcu wybuch powstań żydowskich i zburzenie Jerozolimy przez Tytusa w 70 r. n.e., a następnie przez Hadriana w 135 r. We wszystkich dotychczasowych etapach rozwojowych judaizmu największe znaczenie religijne posiadali kapłani, z arcykapłanem na czele.

### Judaizm rabiniczny

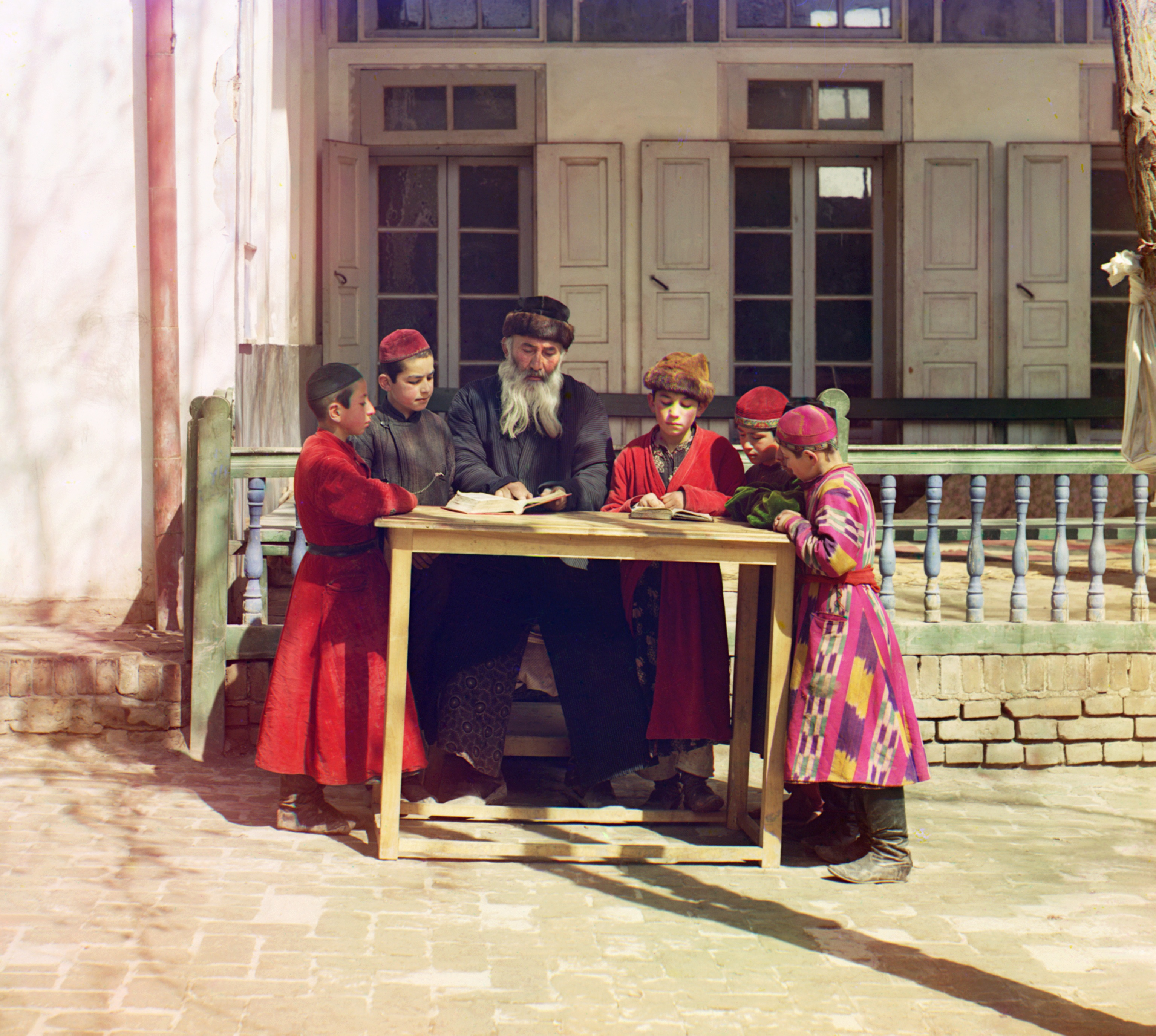
Żydowskie dzieci z nauczycielem w Samarkandzie

Zburzenie świątyni jerozolimskiej oznaczało koniec kultu świątynnego i skoncentrowanie religii wokół Biblii. Miejsce kapłanów ostatecznie zajęli rabini – dawni „uczeni w Piśmie” nauczyciele religii, którzy odtąd gwarantowali ciągłość wiary żydowskiej. Żydzi rozproszyli się po całym terenie Imperium rzymskiego oraz państwa Partów. W tym okresie powstały charakterystyczne dla dzisiejszego judaizmu instytucje. Najważniejsze znaczenie miały dyskusje rabinów prowadzone w Jawnem (132–90 p.n.e.), które zaowocowały ostatecznym ustaleniem kanonu Biblii żydowskiej oraz obowiązującej interpretacji żydowskiego prawa religijnego. W Babilonie i Aleksandrii istniały dwa współpracujące z sobą ośrodki religijne, które zawarły w Talmudzie – będącym rodzajem komentarza do Pięcioksięgu mojżeszowego – zasady judaizmu w warunkach wypędzenia. Talmud nie jest świętą księgą, tak jak Biblia żydowska (zwana przez chrześcijan Starym Testamentem), ma jednak moc obowiązującą dla ortodoksyjnego żyda w kwestiach kultu, ubioru, odżywiania się, prawa cywilnego i karnego, obowiązującego w żydowskiej wspólnocie. Talmud jest z kolei interpretowany przez rabinów, których dogłębna wiedza pozwala na ustalenie w konkretnej sytuacji, jakie zachowanie jest właściwe. W istocie podstawą judaizmu stała się nie wiara, ale raczej sposób postępowania, stąd niekiedy uważa się, że nie ma sprzeczności między tożsamością żydowską a brakiem wiary w Boga, pod warunkiem, że choćby w pewnym stopniu przestrzegane będzie prawo. Część żydów pod przywództwem Anana ben Dawida odrzuciła Talmud (767 r.) dając początek religii karaimów. Talmud zawiera też pewne idee teologiczne, takie jak idea ofiary symbolicznej, koncepcja Szechiny (Szchina - שכינה) – czyli Bożej Obecności, będącej wszędzie tam, gdzie zbierze się dziesięciu pobożnych żydów, oraz wezwanie do nieustającego oczekiwania na Mesjasza, który poprowadzi Lud Izraela z powrotem do Palestyny.
Dalsze dzieje judaizmu wiążą się z jednej strony z próbami racjonalistycznego uzasadnienia judaizmu, którego ukoronowaniem jest Podręcznik błądzących Mojżesza ben Majmona (Mojżesza Majmonidesa, 1136–1204) – synteza myśli żydowskiej i filozofii Arystotelesa, a z drugiej mistyczne spekulacje dotyczące tzw. Maasei Bereszit (Tajemnic Stworzenia). Podstawowe dzieło mistyczne judaizmu, anonimowa Sefer Jecira, rozwija teorię o emanacji Boga w naukach o sefirot, osnutej wokół „Merkaba” – tajemniczego boskiego rydwanu z wizji Ezechiela. Najbardziej znaną szkołą mistycyzmu żydowskiego stała się Kabała, której „biblię” stanowi Zohar – dzieło powstałe w XIII wieku w Hiszpanii. Wśród mistyków żydowskich należy też wymienić Izaaka Lurię (1535–1572) oraz twórcę chasydyzmu Baal Szem Towa (1700–1760). Dalszy rozwój myśli żydowskiej zdominował problem antysemityzmu i stosunku wobec świata chrześcijańskiego i muzułmańskiego.
Nadzieje mesjańskie zmaterializowały się w ruchach sabataistów i frankistów, pochodzących od nazwisk „mesjaszy” Sabbataja Cwi (1626–1676) oraz Jakuba Franka (1726–1791), które jednak zakończyły się konwersją religijną – pierwszego z nich na islam, a drugiego – na chrześcijaństwo.
Wstrząsem dla judaizmu był Traktat teologiczno-polityczny filozofa żydowskiego Barucha Spinozy, wydany w 1670 r., który zaatakował podstawy judaizmu: objawienie, koncepcję narodu wybranego, wiarę w cuda, metodę objaśniania Biblii oraz jej autorstwo. Spinoza za swoje poglądy został wyklęty przez rodzimą gminę amsterdamską.
Zobacz też: Rabinizm

### Judaizm wśród narodów nieżydowskich
Jakkolwiek obecnie judaizm stanowi religię jednego tylko narodu – Żydów, w przeszłości istniały nieżydowskie narody i grupy etniczne, wyznające tę wiarę, która w pewnym momencie była na drodze do stania się religią uniwersalistyczną.
Pierwszą grupą ludności, która w większej liczbie przyjęła judaizm, byli mieszkańcy różnych podbitych przez Asyrię krajów Bliskiego Wschodu (m.in. Babilonii), w VII w. p.n.e. przymusowo osiedleni na terenach Palestyny przez Asyryjczyków, po uprzednim wysiedleniu większości zamieszkujących te ziemie Izraelitów. Praktykowanie przesiedleń całych narodów i osadzanie ich w rozproszeniu na innych terenach wchodzących w skład państwa asyryjskiego było jednym z elementów polityki tego kraju i miało na celu uniemożliwienie organizacji buntów podbitej ludności. Nieżydowscy osiedleńcy przyjęli judaizm, a po przemieszaniu się z pozostałymi na tych terenach Żydami dali początek nowej grupie etnicznej (lub, według innych ujęć – narodowi) – Samarytanom, która z czasem wykształciła własną odmianę religii judaistycznej. W IV – V w. n.e., tj. u szczytu rozwoju liczebnego tego ludu populacja Samarytan przekraczała milion.
Wśród judaistycznych narodów posiadających własne państwo największe znaczenie osiągnęli tureckojęzyczni Chazarowie, których kraj w okresie swego największego rozkwitu (w IX w. n.e.) rozciągał się od środkowo-wschodniej Ukrainy, przez Kaukaz Północny, aż po ziemie leżące nad Morzem Kaspijskim. Chazarzy, wyznający judaizm rabiniczny, podejmowali zakrojone na szeroką skalę akcje misyjne, mające na celu nawracanie sąsiednich ludów na tę religię. Ich misjonarze docierali też na Ruś, i jak podają latopisy, książę kijowski Włodzimierz Światosławicz, noszący się z zamiarem porzucenia pogaństwa i wyboru dla swego kraju „nowoczesnej” religii, rozważał przyjęcie m.in. judaizmu (według kronikarzy, o rezygnacji księcia z konwersji na judaizm lub na islam i skłonienia się ku chrześcijaństwu zdecydować miały zakaz jedzenia wieprzowiny i konieczność obrzezania). Misyjna działalność Chazarów odniosła natomiast spore rezultaty na terenie Bułgarii, gdzie grupy judaistycznych neofitów w IX w. były dość liczne, a nawracanie ludności tych ziem było ułatwione z racji m.in. pokrewieństwa kulturowo-językowego łączącego oba tureckie ludy: Chazarów i (Proto)Bułgarów.
Spośród innych nieżydowskich narodów wyznających żydowską religię wymienić można m.in. Arabów, którzy aż do czasów wystąpienia Mahometa wyznawali po części rodzime kulty, po części chrześcijaństwo, a po części judaizm; wyznawczynią tej właśnie religii była pierwotnie pierwsza żona Mahometa – Chadidża.
Judaizm był w przeszłości rozpowszechniony także w Etiopii, gdzie przez wiele wieków istniały liczne zwalczające się, de facto niezależne małe państwa chrześcijańskie i żydowskie, a z czasem też muzułmańskie. Stopniowo liczba wyznawców judaizmu w Etiopii spadała. Dziś jedyną grupą Etiopczyków wyznającą judaizm są przyznający się do żydowskiego pochodzenia Falaszowie. Obecnie uważają się oni za część narodu żydowskiego, jednak aż do powstania państwa Izrael uważali się za odrębny od Żydów naród, czego wyrazem było m.in. używanie w liturgii języka gyyz.
Inną grupą wyznawców judaizmu jest część zamieszkujących Kaukaz irańskojęzycznych Tatów, którzy są też określani mianem Żydów górskich. Zdaniem uczonych nie jest jednak jasne pochodzenie tej grupy ludzi. Istnieją bowiem dwie koncepcje: albo w przeszłości grupa Tatów przyjęła judaizm, albo grupa Żydów przyjęła język tacki. W przypadku Falaszów, jak fakt, iż uważając się niegdyś za lud odrębny od Żydów, obecnie uznają swoje żydowskie pochodzenie i przynależność do tego narodu ma związek z tym, iż będąc Żydami mają możliwość skorzystania z tzw. prawa powrotu, tj. osiedlenia się w Izraelu, co dla wielu Falaszów żyjących w znacznie biedniejszym państwie (Etiopia) jest szansą na poprawienie swej sytuacji materialnej. Z podobnego powodu obecnie za Żydów uznają się także wyznający własną odmianę judaizmu bantuidalni Lembowie (choć w przeszłości nie uznawali się za element narodu żydowskiego). Także oni domagają się możliwości do korzystania z prawa powrotu, jednak w ich przypadku rząd Izraela nie uznaje ich żydowskiego pochodzenia. Również niektóre grupy Rusinów karpackich – w rodzaju Łemków – powołują się na swoje pokrewieństwo z narodowością i religią żydowską, argumentując to wzajemnym podobieństwem niektórych obyczajów. Co radykalniejsi wiążą to z Dziesięcioma Zaginionymi Plemionami Izraela, a inni – z żydowskimi uciekinierami w Karpatach, uchodzącymi tam m.in. z powodu kozackich i innych pogromów w XVII wieku.

## Judaizm w Polsce
Żydzi osiedlali się w Polsce od średniowiecza. Szczególne przywileje nadał im zwłaszcza Kazimierz III Wielki. Ponieważ przybyli oni do Polski z Niemiec byli żydami niemieckimi, posługiwali się językiem jidisz, który ukształtował się na bazie średniowiecznej niemczyzny i zapisywany był alfabetem hebrajskim. Polska nazywana była Paradisus Judeorum, rajem dla Żydów. Żydzi zamieszkiwali głównie miasteczka, gdzie często stanowili większość ludności w otoczeniu polskiego chłopstwa i szlachty żyjących na wsi. Do czasów Holocaustu Polskę zamieszkiwała największa diaspora żydowska na świecie, a Warszawa była największym żydowskim miastem na świecie, Nowy Jork zajmował wtedy drugie miejsce. Istniała także największa uczelnia talmudyczna na świecie Jeszywas Chachmej Lublin. Większość Żydów posiadających obywatelstwo polskie przed wojną wyznawała judaizm ortodoksyjny. Istniały jednak również synagogi reformowane, na przykład Wielka Synagoga w Warszawie, gdzie rabinem był m.in. Izaak Cylkow, autor pierwszego żydowskiego tłumaczenia Biblii na polski. To właśnie Żydzi mający obywatelstwo polskie stanowią większość ofiar Holocaustu. Szacuje się, że wojnę przeżyło około 200 lub 300 tys. obywateli polskich pochodzenia żydowskiego z czego jednak większość w związku z powstaniem państwa żydowskiego lub z powodu niechęci do komunizmu wyjechała do Izraela i USA. Pochodzenie żydowskie ma zaś obecnie około 10 tys. Polaków, z czego mniej więcej 3 tys. utrzymuje jakiś kontakt z kulturą żydowską, przy czym są to głównie ludzie, którzy pochodzenie żydowskie mają tylko w 1/2 lub 1/4 i z punktu widzenia religijnego nie są Żydami. Tylko mała część należy do żydowskich organizacji religijnych. Obecnie istnieją Związek Gmin Wyznaniowych Żydowskich w RP oraz niezależne od niego stowarzyszenia (np. Towarzystwo Społeczno-Kulturalne Żydów w Polsce lub Beit Polska).

## Współczesne odłamy judaizmu

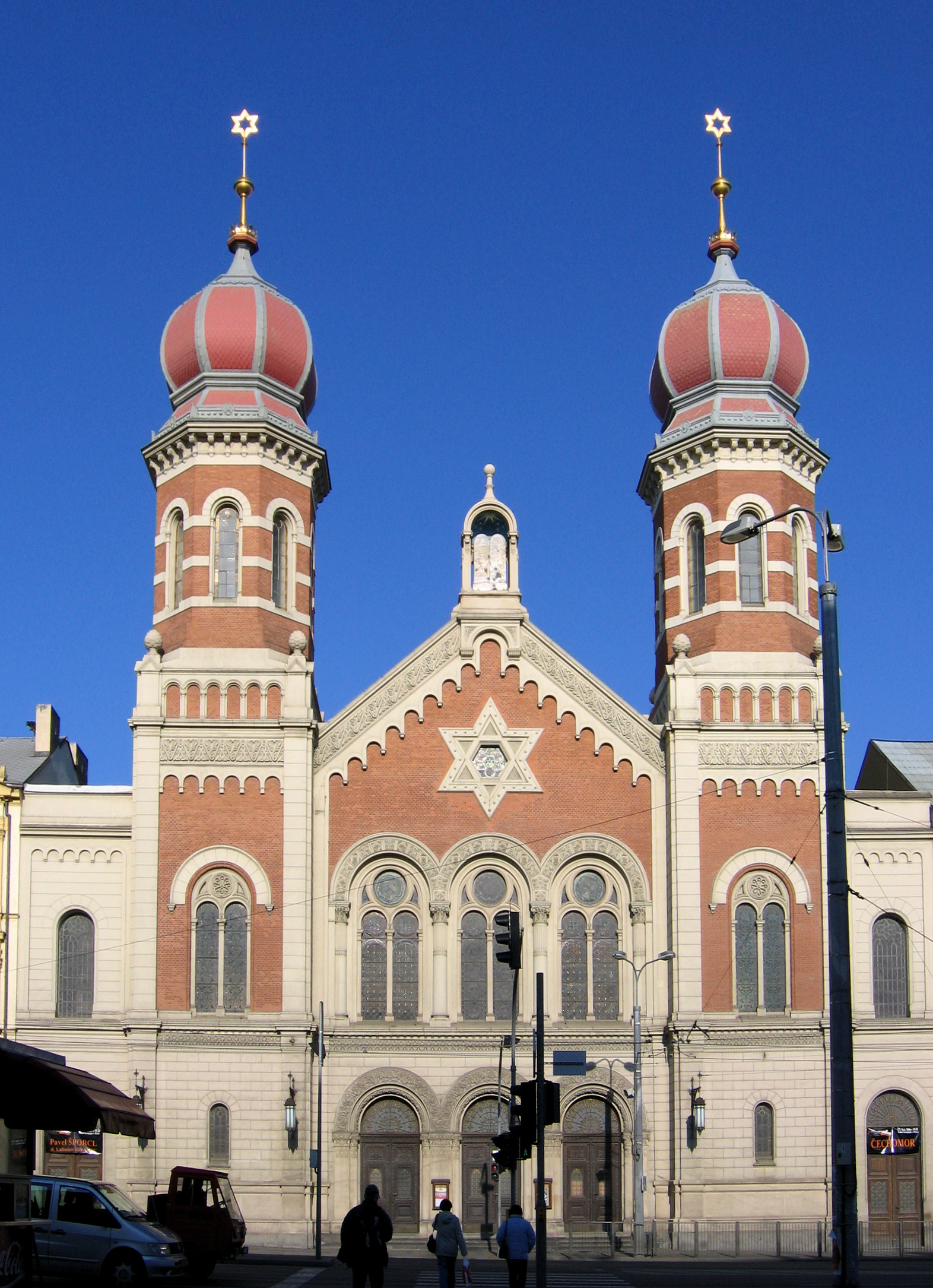
Wielka Synagoga w Pilźnie, trzecia co do wielkości synagoga na świecie

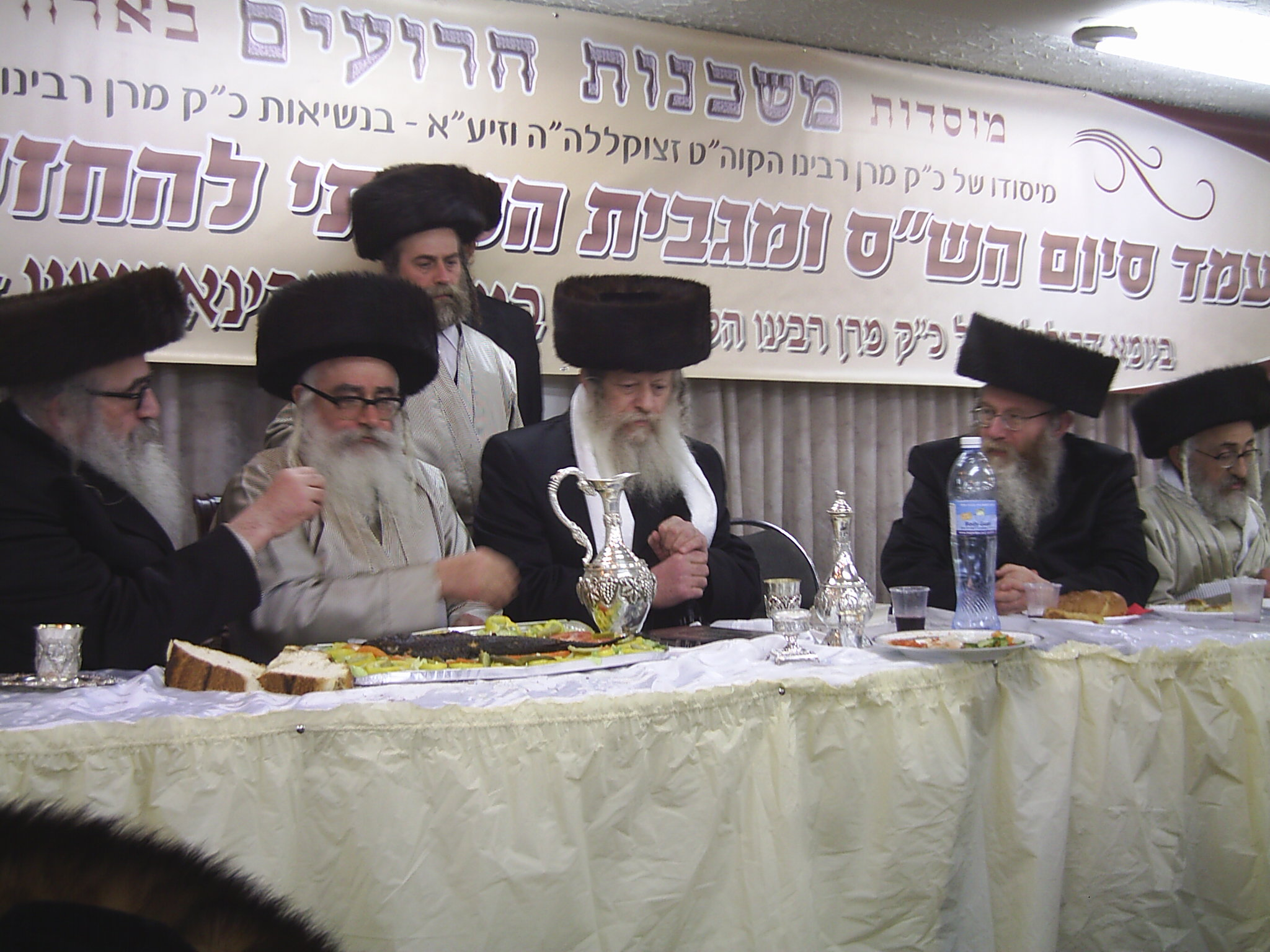
Chasydzi w Izraelu

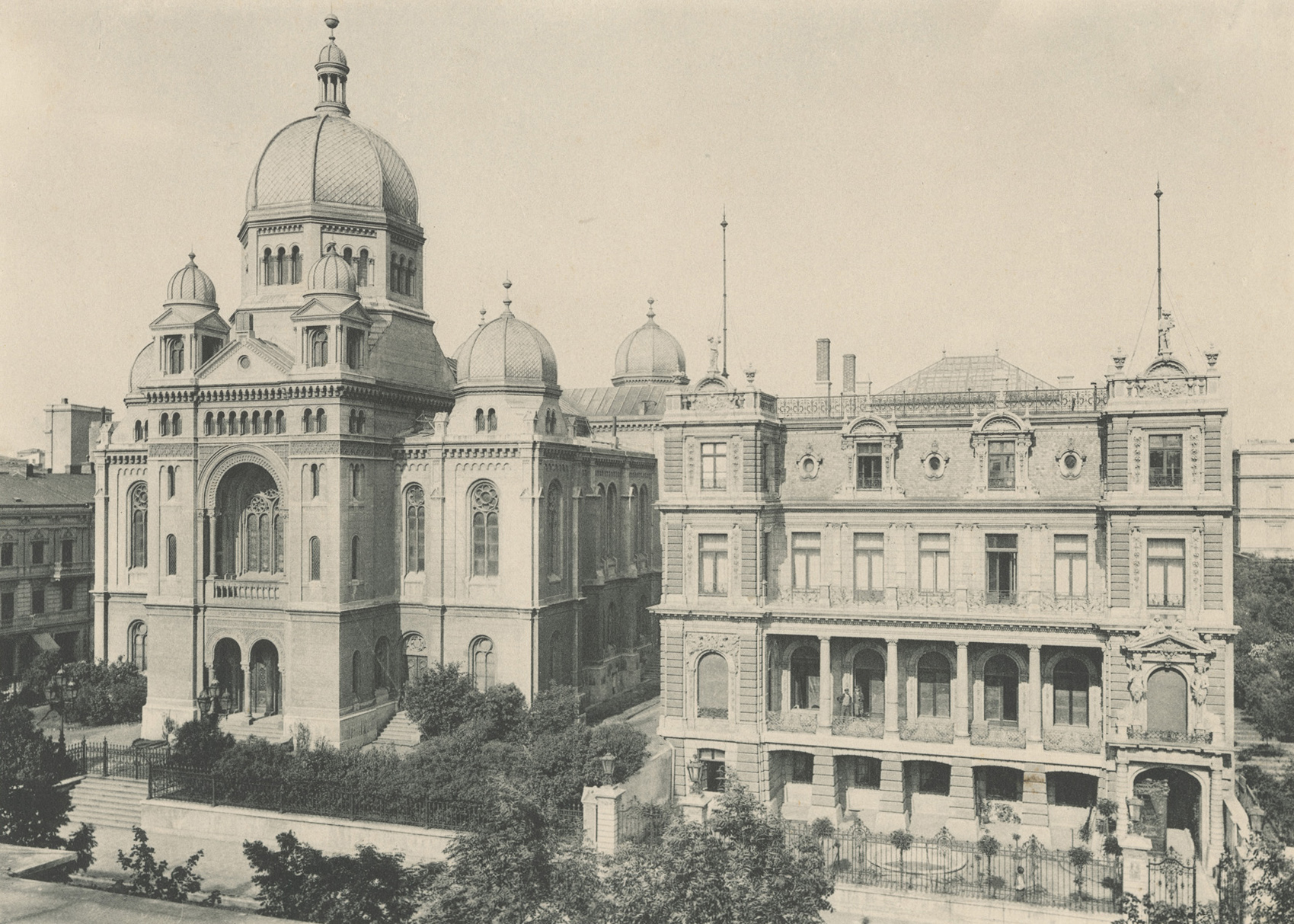
Reformowana Wielka Synagoga w Łodzi, spalona przez Niemców w 1939

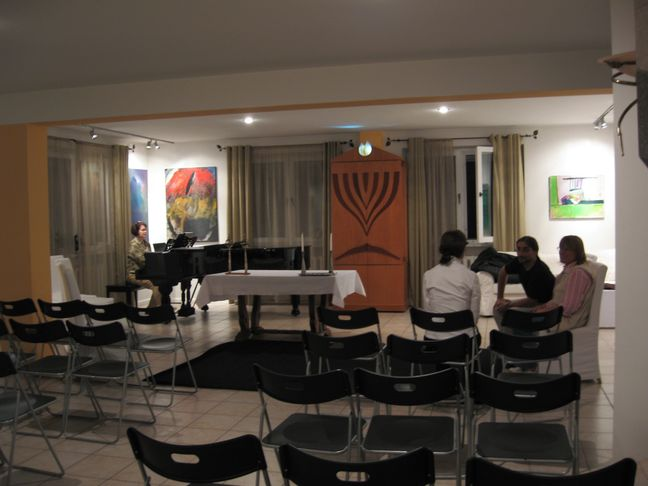
Wnętrze reformowanej synagogi Beit Warszawa

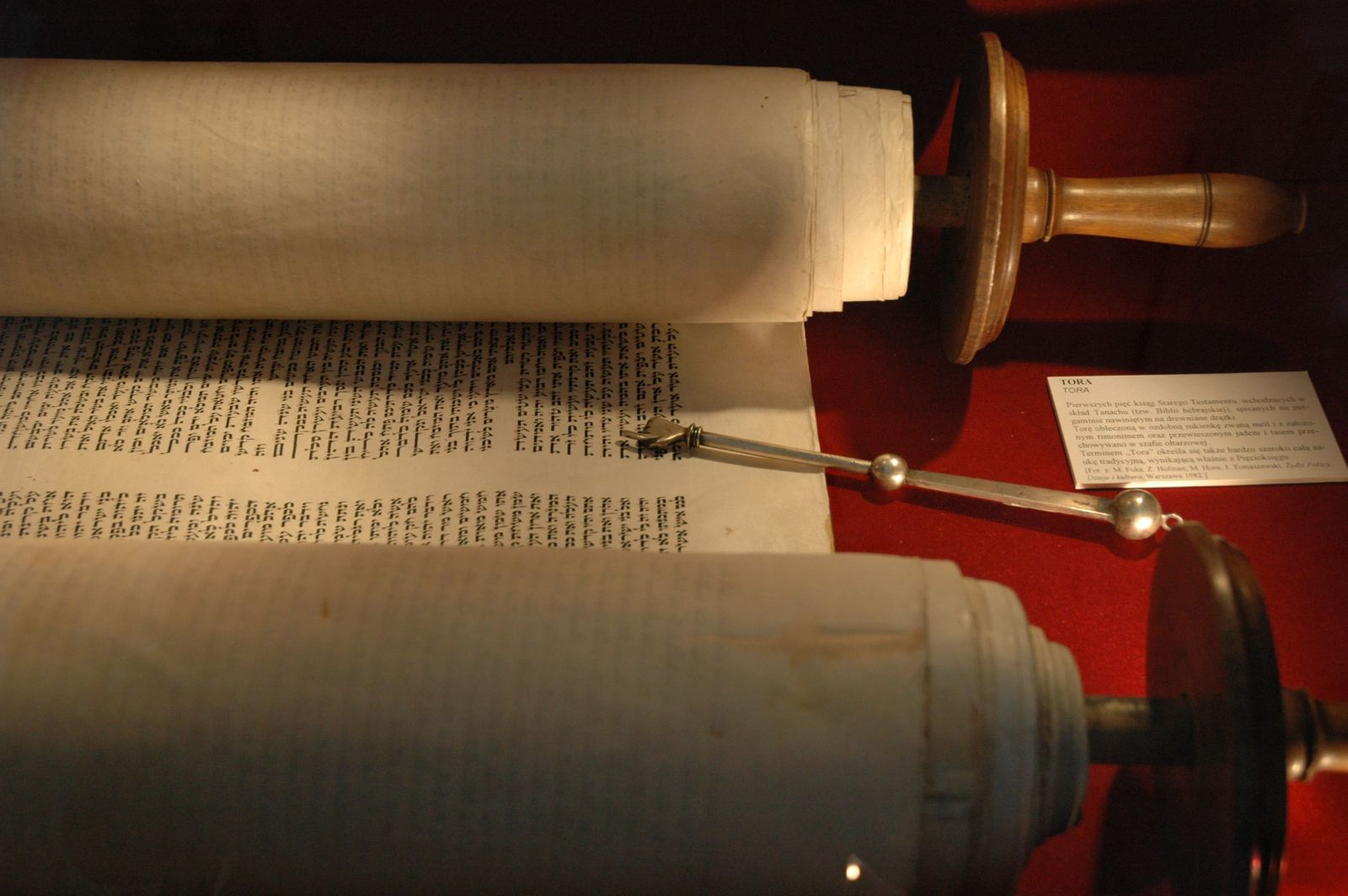
Zwoje Tory i jad

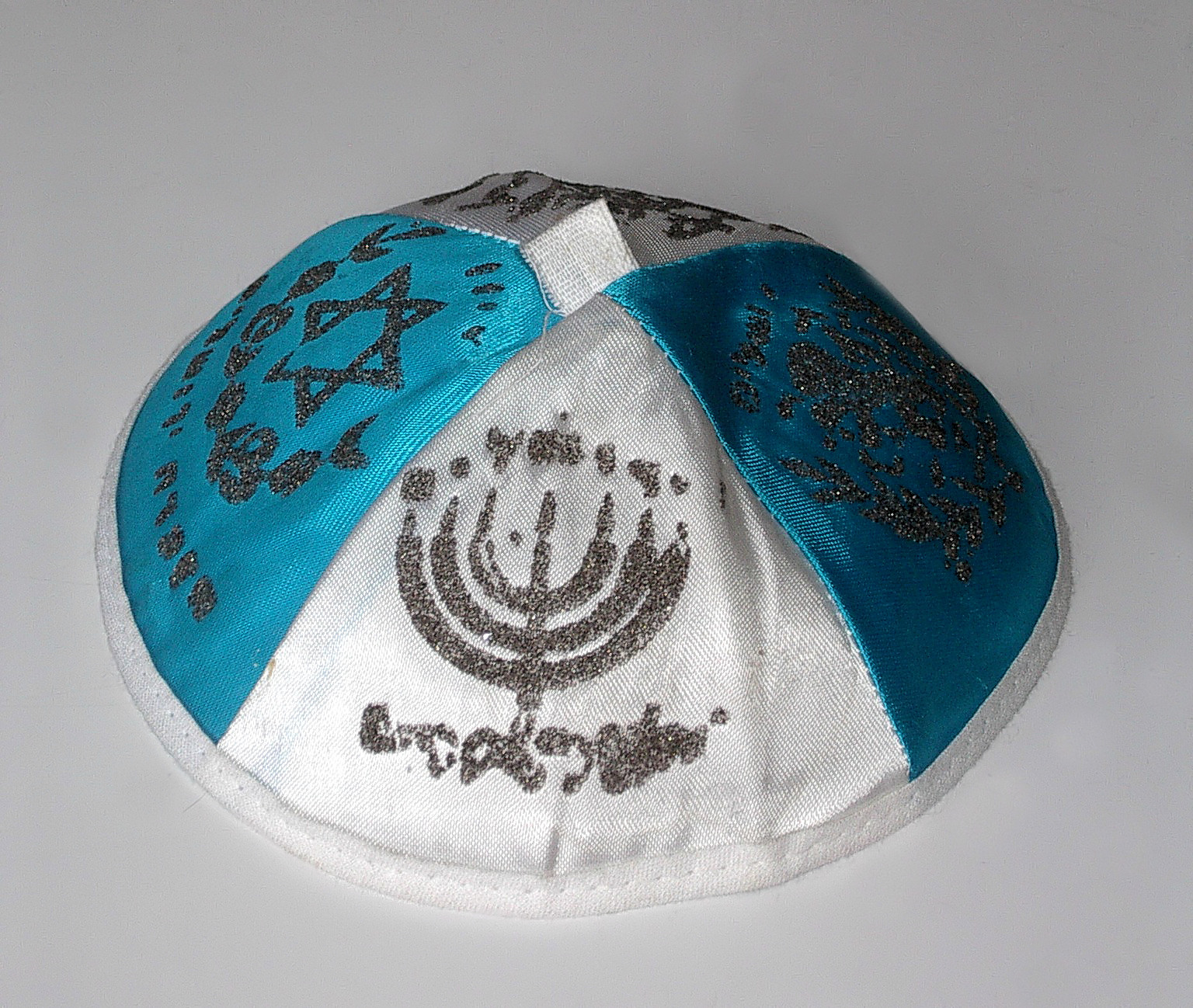
Kipa (jarmułka) noszona przez Żydów

### Judaizm ortodoksyjny
Judaizm ortodoksyjny opiera się na pełnym stosowaniu Talmudu w życiu codziennym; dzieli się na następujące nurty:
- charedim (judaizm ultraortodoksyjny) – mają negatywne stanowisko wobec postępu kulturalnego i ograniczają do minimum kontakty ze światem zewnętrznym, tworząc swoiste getto. Domagają się niezmienionej normy tradycjonalizmu, noszą XIX-wieczne ubiory, nie skracają brody ani pejsów, rygorystycznie przestrzegają koszerności (koszerna jest nawet długość włosa na charakterystycznych, futrzanych kapeluszach – sztrajmelach). Kobiety noszą peruki. Ich stanowisko dobrze oddają słowa Mojżesza Sofera: „Wszystko co nowe, jest przez Torę zakazane”. Niektórzy mają negatywny stosunek do świeckiego państwa Izrael, a niektórzy uważają nawet samo jego istnienie za przejaw bałwochwalstwa.
- chasydzi – ruch zapoczątkował Baal Szem Tow, właściwie Izrael Ben Eliezer (1700–1760). Chasydzi uznają wagę skrupulatnego wypełniania rytuałów, ale ważniejsze znaczenie mają pobożność i radość ze służenia Bogu. Chasydzi gromadzą się wokół wybitnych rabinów, zwanych cadykami, którzy zgodnie z ich przekonaniami są pośrednikami między światem Boga a światem ludzi oraz uczą ich nawiązywać z nim kontakt. Często zajmują się dociekaniami kabalistycznymi. Ruch ten powstał na terenach dzisiejszych Ukrainy, Polski i Białorusi, ale przetrwali tylko chasydzi, którzy uciekli przed Holocaustem do USA i Palestyny. Najbardziej znani są chasydzi bracławscy, lubawiccy i satmarscy. Często pielgrzymują do Polski do grobów cadyków m.in. z Kocka, Międzyrzeca, Leżajska, Góry Kalwarii, Nowego Sącza, Lelowa, Dukli i Rymanowa. Ten nurt judaizmu rozpowszechnił się przede wszystkim wśród biedoty żydowskiej w Rzeczypospolitej. W ramach tego nurtu pojawiały się także odłamy skrajnie ascetyczne i skrajnie rozpustne, gdyż jego przedstawiciele wierzyli, że Mesjasz przyjdzie wtedy, gdy wszyscy Żydzi będą praktykowali judaizm lub go porzucą. Z tego powodu jedni żyli skrajnie ascetycznie, a drudzy skrajnie rozpustnie, dopuszczając się kazirodztwa, seksu pozamałżeńskiego, jedzenia niekoszernych potraw. Większość chasydów była jednak umiarkowana.
- Nowoczesna ortodoksja aszkenazyjska (neoortodoksja), w Izraelu wyznawcy określani są jako datiim – stworzona przez Rafaela Hirscha (1808-1888), rabina z Frankfurtu, którego hasłem było „Tora im derech erec” (Prawo z miejscowymi zwyczajami) chce pogodzić prawowierny judaizm ze współczesną kulturą, nauką i społeczeństwem. Żydzi wyznający ortodoksję nowoczesną noszą współczesne ubiory, chodzą ogoleni i nie izolują się od świata zewnętrznego. Większość Żydów ortodoksyjnych stara się znaleźć kompromis między prawem żydowskim a rolą zawodową i obowiązkami społecznymi. W ostateczności ich ortodoksja może polegać jedynie na przynależności do synagogi ortodoksyjnej. Ortodoksja dominuje w większości krajów zamieszkanych przez Żydów (z wyjątkiem USA), posiada rozbudowaną sieć szkolnictwa ze szkółkami niedzielnymi, jesziwami i uniwersytetami (Bar Ilan w Izraelu, Yeshiva University w Nowym Jorku). W Izraelu zajmuje pozycję religii urzędowej z (jednym z dwóch) Naczelnych Rabinów Izraela. Warszawska synagoga im. Rywki i Zalmana Nożyków, jest wedle wyraźnego życzenia fundatorów synagogą ortodoksyjną. Ortodoksyjni są prawie wszyscy rabini zatrudnieni w tej chwili przez Związek Gmin Wyznaniowych w RP, ale członkiem Gminy może zostać każdy, niezależnie od stopnia religijności, kto podlega Prawu Powrotu Państwa Izraela (tzn. wystarczy, by przynajmniej jedno z dziadków było Żydem).
- ortodoksja sefardyjska – podział Żydów na aszkenazyjskich i sefardyjskich wiąże się z dwoma ośrodkami żydowskimi we wczesnym średniowieczu: Niemcami i Hiszpanią. Sefardyjczykami nazywani są potomkowie Żydów hiszpańskich (wypędzonych w 1492 r.), a także portugalskich i włoskich, których łączyło stosowanie języka ladino i dialektów judeo-romańskich (tak jak Aszkenazyjczyków język jidysz) oraz dziedzictwo kulturowe. Pewne różnice liturgiczne, prawne, w zwyczajach, w metodach studiów talmudycznych spowodowały powołanie sefardyjskiego Naczelnego Rabina Izraela.
- otwarta ortodoksja – ruch zapoczątkowany przez Awiego Weissa w latach 90. XX wieku. Promuje inkluzywne podejście i ordynację kobiet na rabinów.

### Judaizm postępowy
Judaizm postępowy (reformowany, albo liberalny) powstał w XIX wieku w Niemczech. Zapoczątkowała go reforma liturgiczna Izraela Jacobsona w 1810 r., który wprowadził hymny w języku niemieckim, muzykę organową, krótsze modlitwy. Synagogi reformowane są określane jako „Tempel” (świątynia). Różni się on od tradycyjnego judaizmu rabinicznego przede wszystkim uznawaniem prawa żydowskiego za historyczne i podlegające reformom, pełnym równouprawnieniem kobiet w liturgii, wprowadzeniem dowolności przestrzegania restrykcyjnych przepisów koszerności i obchodzenia Szabatu, ułatwiając funkcjonowanie Żydów w nowoczesnych społeczeństwach. Nurt ten porzucił oczekiwanie na Mesjasza, jednak od czasu Holocaustu judaizm reformowany akceptuje Państwo Izrael i ruch syjonistyczny. Istnieją jego różne, skłócone z sobą często odmiany, które różnią się stopniem dowolności w interpretacji zasad obyczajowych. Żydzi reformowani przeprowadzają mniej uciążliwą procedurę konwersji (przejścia na judaizm), ale konwertyci nie są automatycznie uznawani za Żydów przez pozostałe odłamy judaizmu. W synagogach reformowanych występują mieszane płciowo miejsca siedzące, co jest nie do przyjęcia w judaizmie ortodoksyjnym, kobiety są ordynowane na rabinów, zdarzają się przypadki błogosławienia par homoseksualnych. W USA nurt ten był dawniej bardzo radykalny. Odrzucono większość rytuałów, modlitw, zasady koszerności. Jednak od lat 70. obserwuje się zwrot w kierunku tradycji, jeśli chodzi o liturgię, chociaż właśnie wtedy zaczęto na przykład ordynować kobiety na rabinów. Judaizm reformowany jest najliczniejszy w USA, gdzie wraz z judaizmem konserwatywnym należy do niego większość Żydów należących w ogóle do jakiejś synagogi, liczebnie przewyższając znacznie judaizm ortodoksyjny; w Izraelu – bardzo nieliczny i dopiero niedawno uzyskał ograniczoną akceptację państwową.
W Wielkiej Brytanii oprócz judaizmu reformowanego (Movement for Reform Judaism) istnieje bardziej radykalny judaizm liberalny (oba kierunki dokonały formalnego zjednoczenia łącząc się w jeden związek wyznaniowy w maju 2025 ).

### Judaizm konserwatywny
Judaizm konserwatywny (masorti) utworzył rabin reformowany Zachariasz Frenkel w 1845 roku. Jest to ruch pośredni między judaizmem ortodoksyjnym i reformowanym, opowiadający się za utrzymaniem języka hebrajskiego w liturgii, zachowaniem szabatu i przepisów koszerności. Rytuałów konwersji dokonywanych przez rabinów konserwatywnych nie uznają rabini ortodoksyjni (choć uznają je reformowani), co mocno komplikuje obraz judaizmu. W Stanach Zjednoczonych Zjednoczona Synagoga Ameryki należąca do nurtu konserwatywnego jest najliczniejsza pod względem liczby synagog (na 5,6 mln Żydów amerykańskich 1,3 mln należy do judaizmu konserwatywnego, dalsze 1,3 mln do judaizmu reformowanego, 0,6 mln do judaizmu ortodoksyjnego, a 0,3 mln do judaizmu rekonstrukcjonistycznego – jednak formalna przynależność do synagogi nie oznacza wypełniania praktyk i poziom wypełniania jest różny).

### Judaizm rekonstrukcjonistyczny
Judaizm rekonstrukcjonistyczny założył Mordechaj Kaplan. Jest to prąd uznający judaizm za cywilizację ewoluującą, Boga za projekcję ludzkich ideałów, a zbawienie jako proces o charakterze kosmicznym. Nurt ten podobnie jak pozostałe posiada własne szkolnictwo, ordynujące własnych rabinów. Jest on obecny głównie w USA i utrzymuje przyjazne stosunki z Żydami reformowanymi.

### Judaizm świecki i humanistyczny
Judaizm humanistyczny powstał pod koniec lat 60. XX w. w USA. Odrzuca on wiarę w osobowego Boga i został stworzony przez byłego reformowanego rabina Sherwina Wine’a z myślą o niewierzących Żydach, którzy jednak pragną zachować żydowską tożsamość. Podczas nabożeństw Żydzi humanistyczni nie modlą się, nie wzywają imienia Boga, oprócz Tory czytają fragmenty świeckich książek napisanych przez autorów pochodzenia żydowskiego. Obowiązkiem żyda humanistycznego jest studiowanie tradycji świeckiej i religijnej Żydów. Rabini w przeciwieństwie do większości rabinów reformowanych i wszystkich ortodoksyjnych biorą udział przy ceremoniach ślubów żydów z nie-żydami. Nie ma też żadnych ograniczeń co do obecności zadeklarowanych homoseksualistów w synagogach. Zrzesza on w Stanach Zjednoczonych i Kanadzie około 25 tys. ludzi, na całym świecie zaś 50 tys. Pojedyncze wspólnoty istnieją na wszystkich kontynentach. Kilka synagog jest w Izraelu, w Europie prężnie działa synagoga w Brukseli. Żydzi humanistyczni obchodzą większość świąt żydowskich, nadając im jednak świecki charakter. Konwersja nie wymaga zanurzenia w mykwie, obrzezania, polega jedynie na zaakceptowanej przez grupę deklaracji chęci zostania żydem. Obecnie 41% izraelskich Żydów określa się jako żydzi świeccy. Nie ma to jednak związku z formalną przynależnością do jakiejś organizacji, lecz z szacunkiem dla tradycji żydowskiej przy jednoczesnym braku osobistej wiary i przekonania co do regularnego praktykowania judaizmu. Żydzi ci nie obchodzą regularnie Szabatu, nie modlą się, ale na przykład 81% z nich zasiada do rodzinnego sederu podczas święta Paschy. Niektórzy, chociaż nie chodzą regularnie do synagogi, celebrują tam żydowskie rytuały przejścia, jak brit mila czy bar micwa. Inni organizują prywatne bar micwy o świeckim charakterze. Różnią się oni także w kwestii obrzezania. Większość świeckich Żydów nadal dokonuje tego, w ostatnich latach jednak wzrasta liczba osób porzucających tę praktykę. W ostatnich latach pojawiają się także głosy na temat wprowadzenia w Izraelu tzw. świeckich konwersji. Miałaby się one opierać na egzaminie ze znajomości języka hebrajskiego oraz kultury i historii Żydów, gdyż obecnie osoby, które nie mają matki-Żydówki, a czują się Żydami po ojcu lub dziadkach, żeby zostać oficjalnie uznanymi za Żyda, muszą przejść ortodoksyjną konwersję, chociaż na przykład większość imigrantów z Rosji nie chce praktykować tej odmiany judaizmu. Dawniej elementy judaizmu, nadając im świecki charakter, wykorzystywał Bund, który zrzeszał przede wszystkim żydowskich robotników sceptycznych wobec religii. W Polsce współczesnej wykorzystuje je TSKŻ, który jest organizacją niereligijną i jednocześnie największą organizacją żydowską. Nie ordynuje jednak rabinów i nie przeprowadza konwersji w przeciwieństwie do synagog humanistycznych. Do przedstawicieli judaizmu świeckiego zalicza się także Alberta Einsteina, który studiował tradycję żydowską, określał się jako „Żyd”, jednocześnie przecząc tradycyjnej wizji Boga. Zygmunt Freud, który nie wierzył w Boga, określał się jako „Żyd”, a swojemu koledze radził, że powinien wychować swego syna w judaizmie, gdyż gdyby tego nie zrobił, to pozbawiłby go ogromnego bogactwa tradycji żydowskiej. Żydzi świeccy za jednego ze swoich prekursorów uważają także Barucha Spinozę, którego panteizm jest czasem uznawany za formę ateizmu.

### Judaizm mesjanistyczny
Judaizm mesjanistyczny (judeochrześcijaństwo) nie jest uznawany przez pozostałe odłamy judaizmu (z wyjątkiem, przynajmniej w pewnym stopniu, judaizmu rekonstruktywistycznego).
Jego członkowie wykazują swoje żydowskie pochodzenie i wiarę w Boga opisanego w Tanach, „Boga Abrahama, Izaaka i Jakuba” - ale przy tym uważają Jezusa (Jeszuę) z Nazaretu za rzeczywistego Mesjasza Izraela, a siebie za spadkobierców starożytnych judeochrześcijan. Żydzi mesjanistyczni łączą stosowanie żydowskiego Prawa, nauk i tradycji oraz tożsamość żydowską z nauczaniem Ksiąg Nowego Przymierza (Nowego Testamentu). Ruch dzieli się na wiele grup (największa z nich – Jews for Jesus) i jest bardziej popularny w USA (liczy prawdopodobnie kilkaset tysięcy członków), zwłaszcza wśród małżeństw mieszanych. Kilkutysięczna społeczność istnieje w Kijowie, zrzeszana przez Kijowską Żydowską Mesjańską Wspólnotę.
Żydzi mesjaniczni typowo reprezentują pobożność protestancką nurtu ewangelicznego (ewangelikalnego). Pomysł utworzenia oddzielnego rytu judeochrześcijańskiego miało też kilku księży katolickich, np. karmelita Daniel Rufeisen, który walczył z władzami Izraela o uznanie go za Żyda.
Znanymi przedstawicielami tego nurtu są Josef Baruch Szulam, Asher Intrater, David Stern, Borys Grisenko (pastor ukraińskiej wspólnoty KEMO) a w Polsce Kazimierz Barczuk.

### Felaszowie
Kolejną grupą w judaizmie są Felaszowie (Falaszowie, Felasza), którzy sami wolą o sobie mówić Beta Izrael. Są to Żydzi etiopscy, którzy mają nieco inny kanon pism, zwyczaje, a w liturgii stosują język gyyz.

### Judaizm karaicki
Dawniej religioznawcy do judaizmu zaliczali również Karaimów jako wyznawców judaizmu karaickiego. Karaimizm powstał w 767 r. n.e. na skutek działalności rabina Anana ben Dawida. Karaimi odrzucają Talmud, interpretują Biblię w sposób bardziej rygorystyczny i z powodu zasadniczych różnic utracili więź z pozostałymi odłamami judaizmu i stworzyli własną kulturę. Obecnie wierzenia Karaimów nie są nazywane judaizmem karaickim tylko uznawane za oddzielną religię: karaimizm.

## Prawo religijne
Prawo żydowskie (halacha) reguluje życie wyznawcy judaizmu tak szczegółowo, że trudno oddzielić wyznawanie religii od zajęć doczesnych. Jego podstawą jest Pięcioksiąg mojżeszowy (Tora), zinterpretowany w części halachicznej Talmudu. Talmud dzieli halachę na 613 przykazań (micwot): 248 nakazów i 365 zakazów. Halacha była wykładana w ogromnej literaturze kazuistycznej, w której do komentarzy dodawano następne komentarze. Za najpełniejszą powszechnie uznawaną kodyfikację uważa się Szulchan Aruch sefardyjskiego rabina Józefa Karo z XVI wieku, w wersji uzupełnionej dla Aszkenazyjczyków przez Mojżesza Isserlesa. Niższego rzędu wskazówkami są responsy cieszących się autorytetem rabinów, którzy jednak często wydając odmienne orzeczenia powodowali zajadłe spory.

### Brit mila

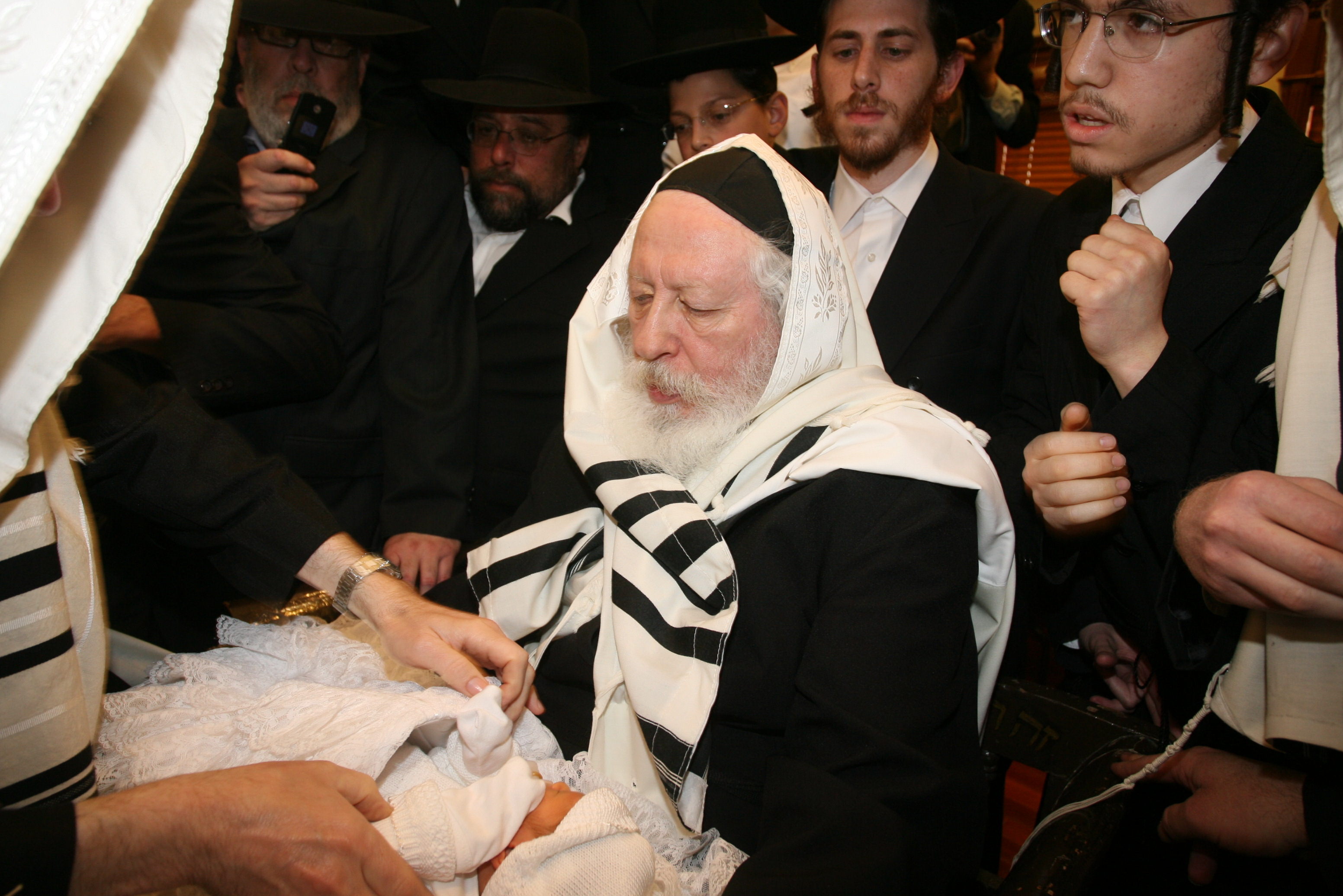
Ortodoksyjny mohel dokonujący rytualnego obrzezania

W 8 dniu po narodzinach chłopiec powinien być obrzezany. W ceremonii uczestniczą: mohel (dokonujący operacji), sandak (osoba trzymająca dziecko), rodzice, zaproszeni goście oraz prorok Eliasz, dla którego stoi specjalny fotel. Po operacji mohel oznajmia: „Imię jego w Izraelu będzie X, syn Y”. W pierwszy piątek po narodzeniu rodzice winni wydać uroczysty posiłek (Szalom Zachar). Za synów pierworodnych powinien być złożony okup. Matka dziecka jest nieczysta rytualnie przez 7 dni po urodzeniu chłopca, a przez 14 po urodzeniu dziewczynki. Niektórzy rabini reformowani i większość rabinów humanistycznych zamiast brit milah przeprowadzają brit shalom, czyli rytuał powitania bez obrzezania, polegający na samym nadaniu imienia dziecku, zarówno płci męskiej, jak i żeńskiej.

### Bar i bat micwa
Dziewczynkę od 12 roku życia, a chłopca od 13 uważa się za dorosłych, tzn. nałożony jest na nich obowiązek przestrzegania halachy. W odniesieniu do chłopców zewnętrznym wyrazem tego faktu jest uroczystość zwana bar micwą, w czasie której młody żyd ma obowiązek wyrecytować w synagodze przypadający na dany tydzień fragment Tory, a często też wygłasza przygotowany uprzednio drasz (komentarz); środowiska związane z postępowymi nurtami judaizmu obchodzą także żeński odpowiednik bar micwy – bat micwę – analogiczny obrzęd, związany z wejściem dziewczynki w okres dorosłości.

### Modlitwy żydowskie

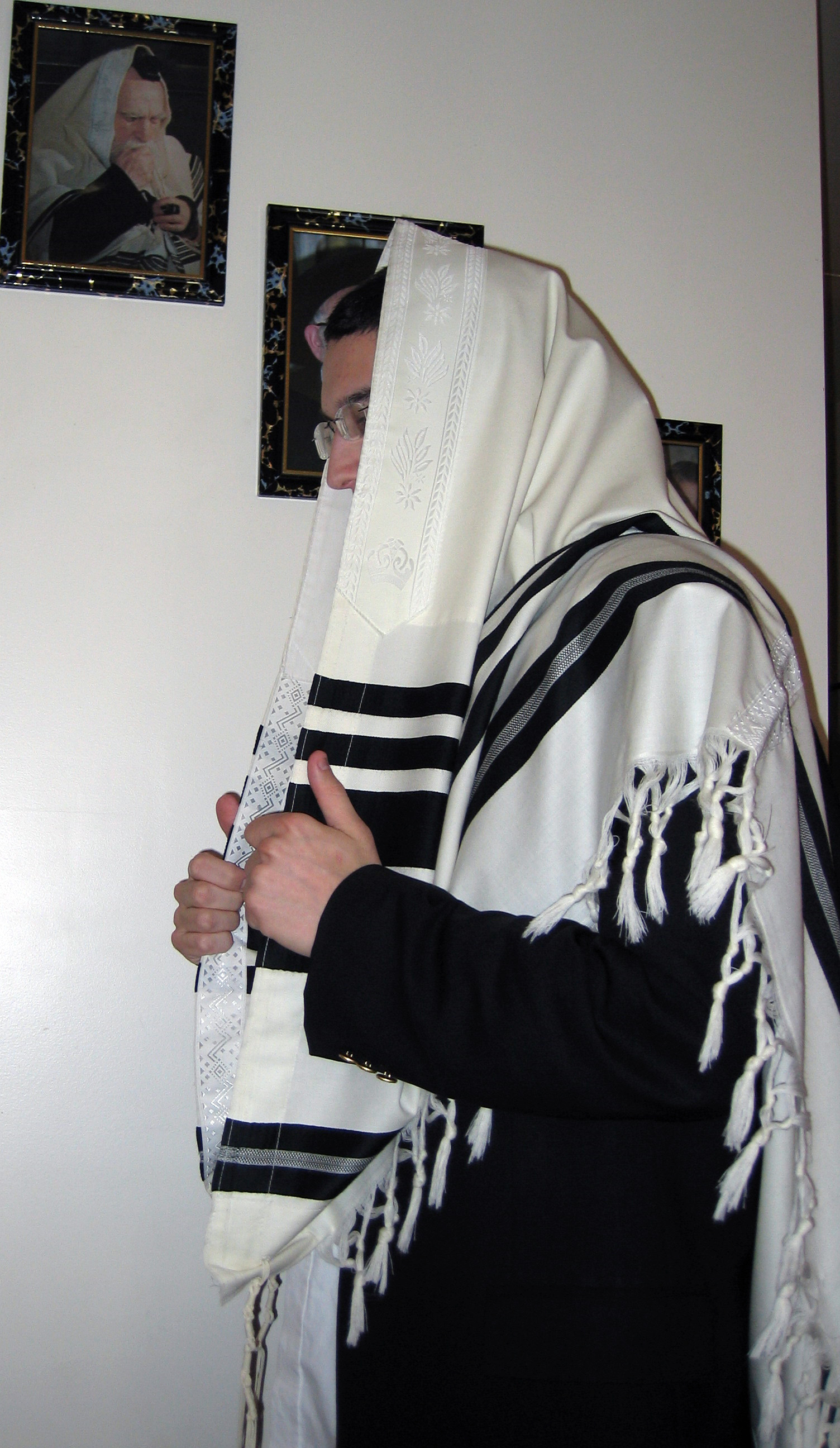
Żyd w tałesie służącym do modlitwy

W ciągu dnia Żyd powinien odmówić trzy razy modlitwy: szacharit rano, minchę po południu i maariw wieczorem. Głównym składnikiem modłów są błogosławieństwa Szemone Esre, które należy odmawiać stojąc twarzą do Jerozolimy oraz Szema Jisrael („Słuchaj, Izraelu, Pan jest naszym Bogiem – Panem jedynym”). W skład modłów wchodzą także fragmenty biblijne. Pory odmawiania modlitw, choć ściśle określone halachicznie, nie zawsze są przestrzegane przez chasydów, którzy uważają, że modlitwa powinna wynikać z przeżyć duchowych.

### Kontakty między płciami
Halacha ogranicza kontakty między osobami różnej płci: zakazuje mężczyznom zwracać uwagę na urodę kobiet, wąchać ich perfumy, słuchać ich śpiewu. Zakazane jest przebywanie dwóch osób różnej płci w zamkniętym pokoju (jichud), z wyjątkiem męża z żoną, rodzica z własnym dzieckiem, osoby dorosłej z dziewczynką do 3 roku życia lub chłopcem do 9 roku życia. Zakazane są także masturbacja i stosunki homoseksualne pomiędzy mężczyznami.

### Szacunek wobec starszych
Halacha nakazuje oddawanie czci osobom, które ukończyły 70 lat, a także swoim rodzicom. Nie wolno sprzeciwiać się im, zwracać po imieniu, zawstydzać ich i tracić panowania nad sobą w ich obecności. Dzieci mają obowiązek karmić i ubierać swoich rodziców, wstawać z miejsca, gdy wchodzą i wyrażać się o nich z szacunkiem.

### Koszerność
Ogromna liczba przepisów prawa żydowskiego dotyczy spożywania pokarmów. Ponieważ jest to czynność religijna, posilanie się powinno zacząć się i zakończyć stosowną modlitwą. Żywność dozwolona do spożycia jest określana jako koszerna (kaszer). Natomiast nieczyste, trefne pożywienie obejmuje: mięso zwierząt parzystokopytnych (wielbłądy) lub nieprzeżuwających (świnie), stworzeń wodnych nieposiadających płetw i łusek (kraby, raki, węgorze), owadów (z wyjątkiem niektórych latających, np. szarańczy) i robaków, większości ptaków, a także mleka i jaj pochodzących od takich zwierząt; owoców z drzew mających nie więcej niż trzy lata. Nie wolno jeść mięsa zwierząt, które nie zostały zabite w sposób rytualny (szechita) przez wykwalifikowanego rzezaka (czyli szojcheta), albo które padły i których wnętrzności nie zostały skrupulatnie sprawdzone. Także warzywa i owoce powinny być sprawdzone. Przepisy te mogą być w pełni stosowane tylko w bardzo zamkniętych społecznościach, np. teoretycznie Żyd powinien być obecny przy dojeniu, aby wykluczyć dolewanie mleka od niekoszernych zwierząt. Z innych przepisów: nie wolno spożywać mięsa razem z mlekiem (ortodoksyjni Żydzi mają zatem dwa komplety garnków, naczyń stołowych, sztućców i zmywarek), a między spożyciem potrawy mięsnej i mlecznej winien minąć stosowny czas. Zabrania się wysiewania na jednym polu dwóch rodzajów ziarna i używania odzieży z dwóch rodzajów włókna.

### Szabat

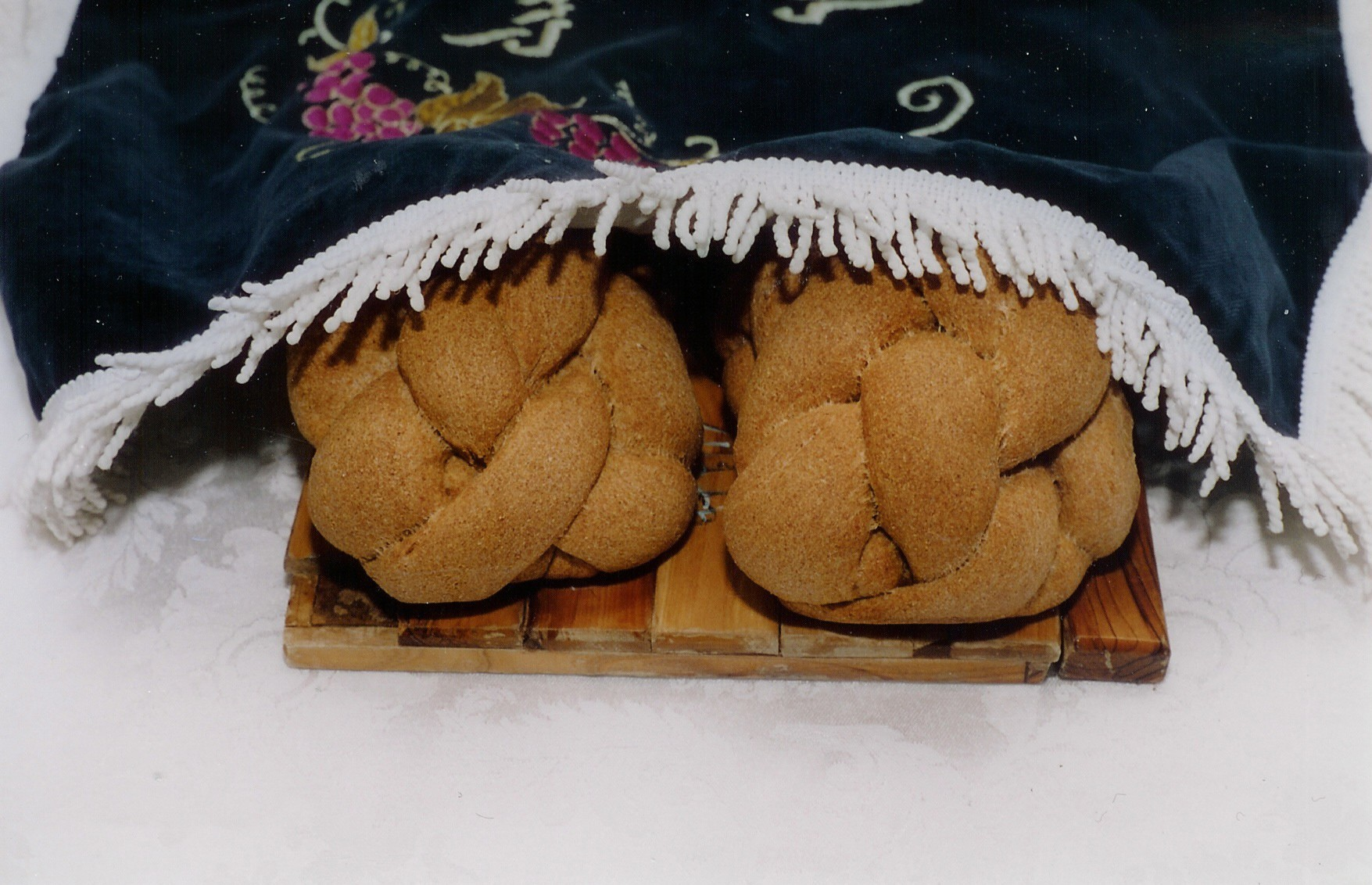
W szabat w tradycji aszkenazyjskiej błogosławi się chałkę i wino

Obowiązek święcenia soboty (szabat) wynika z Dziesięciu Przykazań. Judaizm uważa go za specjalny dar Boga dla narodu żydowskiego. W tym dniu każdy żyd dostaje od Boga drugą duszę. Szabat zaczyna się w piątek wieczorem (gdyż religijna sobota rozpoczyna się ze zmierzchem) zapaleniem dwóch świec przez panią domu i odmówieniem przez pana domu błogosławieństwa kidusz nad czarą wina. W trakcie szabatu żydowska rodzina spożywa dwa posiłki świąteczne: w wieczór piątkowy oraz w sobotnie południe, w trakcie których śpiewa się hymny szabatowe. Kiedy szabat mija, po nabożeństwie wieczornym obchodzi się ceremonię hawdali, czyli „rozdzielenia”. W trakcie szabatu nie wolno wykonywać codziennych prac, a spis zajęć zabronionych jest bardzo obszerny: obejmuje zakaz podróżowania oraz zapalania ognia (np. papierosów, świec, kominka i kuchenki gazowej), a także używania urządzeń elektrycznych (np. telefonów, żarówek, komputerów, wind, dzwonków elektrycznych). Zakaz zapalania ognia spowodował powstanie specjalnych przepisów kulinarnych, w których dania (np. czulent) dogotowują się przez całą noc i podawane są w sobotę na obiad. Obecnie w Izraelu w budynkach użyteczności publicznej znajdują się windy, które w okresie szabatu automatycznie zatrzymują się na każdym piętrze – dzięki temu nie trzeba naciskać przycisków – czyli powodować swoim działaniem zamknięcia obwodu elektrycznego.

### Święta żydowskie
Najważniejszymi świętami żydowskimi cyklu rocznego są: Nowy Rok – Rosz ha-Szana, Dzień Pojednania – Jom Kipur, Święto Namiotów – Sukkot, Chanuka, Purim, Pesach, Pięćdziesiątnica – Szawuot.

### Synagoga
Centrum życia tej wspólnoty jest synagoga. Synagogi ortodoksyjne mają bardzo różnorodny wygląd, ale pewne cechy wspólne. Panuje zasada segregacji płci (mechica), co w praktyce oznacza, że parter jest zarezerwowany dla mężczyzn, a galeria na piętrze (babiniec) dla kobiet. W centrum znajduje się podium – bima, a na ścianie zorientowanej w kierunku Jerozolimy – arka ze zwojami Tory.

### Śmierć

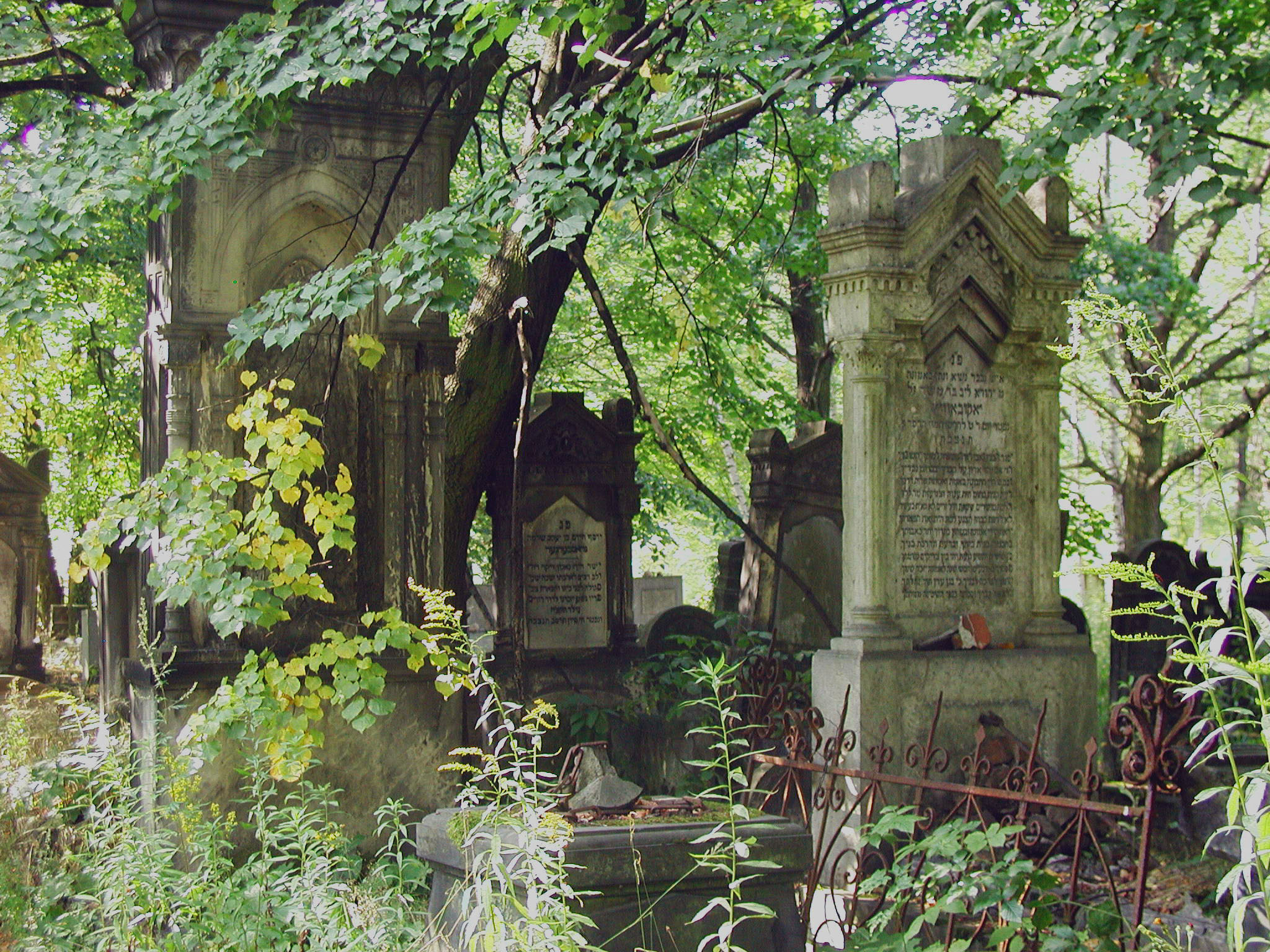
Macewy na cmentarzu żydowskim w Łodzi

Osoba na łożu śmierci powinna wyznać swoje grzechy. Dokuczanie takiej osobie, denerwowanie jej uważane jest za równe z morderstwem. Istnieje obowiązek czuwania przy konającym. Widząc oznaki śmierci obecni rozdzierają szaty i wołają: „Bądź błogosławiony Sędzio pełen prawdy”. Po śmierci wodę w tym pokoju wylewa się jako skażoną przez anioła śmierci. Pogrzebem (tahara) zajmuje się bractwo zwane chewra kadisza. Zmarły powinien spocząć na cmentarzu żydowskim w jak najkrótszym czasie, a ekshumacja jest zabroniona. Krewni zmarłego mają obowiązek obchodzenia żałoby (sziwa), stopniowo łagodzonej. Przez pierwsze 7 dni żałobnik nie może golić się, myć się, opuszczać domu, pracować, studiować Tory i słuchać muzyki; następnie przez pewien czas nie powinien jeść mięsa, pić wina ani zakładać nowej odzieży. Kadisz jest modlitwą aramejską, która nie jest modlitwą za zmarłych, jak się błędnie sądzi, ale prośbą o pokój i dobre życie.

## Konwersja
Judaizm dopuszcza także konwersję dla wszystkich ludzi, niezależnie od pochodzenia i rasy, dlatego za Żydów uważa się także konwertytów i potomków dawnych konwertytów niezależnie od ich przynależności do danej grupy etnicznej. Przyjmuje się, że nie-Żyd sam powinien zgłosić taką chęć do rabina. Różne odłamy judaizmu mają różne zasady konwersji. Judaizm ortodoksyjny i konserwatywny wymaga od konwertytów płci męskiej obrzezania, podczas gdy w judaizmie reformowanym zależy to od rabina. Większość reformowanych rabinów w USA nie wymaga obrzezania, podczas gdy w Europie większość, chociaż nie wszyscy, wymaga tego. Wyjątek od tej reguły stanowią jedynie przeciwwskazania medyczne, jak hemofilia. W judaizmie reformowanym, obrzezanie traktuje się jako zalecenie, a nie jako obowiązek, jeśli kandydat uzna, że może być Żydem bez obrzezania. Judaizm humanistyczny jako odrzucający siły nadprzyrodzone nie wymaga tego. Jest ono uważane za tak ważne, gdyż zgodnie z Biblią obrzezaniu poddawali się także dorośli mężczyźni, gdy stawali się Żydami. Odcina się całość lub przynajmniej 2/3 napletka. Aby obrzezanie było koszerne, musi go dokonać mohel albo żydowski chirurg w obecności rabina. Przygotowania do konwersji trwają zwykle kilka lat w judaizmie ortodoksyjnym, a rok w judaizmie reformowanym i konserwatywnym. Kandydat musi uczęszczać w tym czasie regularnie na szabaty i święta oraz specjalne zajęcia, podczas których zapoznaje się z judaizmem, oraz na zajęcia z języka hebrajskiego, tak by mógł chociaż czytać w tym języku. Kandydat znajduje się pod opieką jednego rabina, a konwersję kończą zanurzenie w mykwie, obrzezanie dla mężczyzn oraz egzamin przed trzema rabinami, którzy zadają pytania o to, jak powinien wyglądać żydowski dom, z jakiego powodu obchodzi się poszczególne święta itd. Konwertyci na judaizm są uważani za takich samych Żydów jak inni, a Talmud zakazuje uważania takich osób za gorszych Żydów. Jedynie w judaizmie ortodoksyjnym nie mogą oni na przykład poślubić Żydówki z rodu Cohenów. Konwertyci objęci są prawem powrotu do Izraela (Alija). Konwersje reformowane są uznawane w większości przypadków przez rabinów reformowanych i konserwatywnych, nie są zaś uznawane przez rabinów ortodoksyjnych. Konwersje ortodoksyjne uznawane są przez wszystkie odłamy. Tradycyjnie, za pierwszych konwertytów na judaizm uważa się Abrahama i Sarę, gdyż Żydami stali się dopiero w późnym wieku na skutek przymierza z Bogiem, ich rodzice nie byli zaś jeszcze Żydami. Inną znaną konwertytką była Moabitka Rut, prababka króla Dawida. Obecnie większość konwertytów to osoby, które chcą powrócić do żydowskich korzeni oraz osoby, które chcą poślubić Żyda i dokonują konwersji z uwagi na niechęć rabinów wobec małżeństw mieszanych. Szczególnie jednak w USA jest wiele osób, które judaizm wybrały z przyczyn ideowych mimo braku żydowskich przodków. Ponieważ jednak judaizm dopuszcza reinkarnację, niektórzy rabini uważają, że niektóre osoby bez pewności co do posiadania żydowskich przodków, które jednak odczuwają nieracjonalną więź z judaizmem, mogą mieć żydowską duszę, czyli mogły być w poprzednich wcieleniach żydami. Stąd brać się u takich osób może chęć przejścia na judaizm. Takie dusze miałyby się najczęściej reinkarnować u dalekich potomków osób, które porzuciły judaizm, lub u sąsiadów rodzin żydowskich.

## Stosunek do innych religii
Żydzi uważają się za naród wybrany, czyli ten naród, który otrzymał od jedynego Boga prawo. Judaizm uważa jednak, że także nie-Żydzi mogą trafić po śmierci do raju, chociaż Żydom jest łatwiej tam trafić. Warunkiem jest wypełnianie Siedmiu Praw Noego, które zawierają uniwersalne przepisy, do których może stosować się każdy dobry człowiek. Nie-Żydów nie obowiązują więc przepisy religii żydowskiej i nie będą z nich rozliczani po śmierci. Judaizm ultraortodoksyjny nie utrzymuje stosunków z innymi religiami. Żydom ultraortodoksyjnym nie wolno uczestniczyć w żadnych uroczystościach innych religii. Żydzi ortodoksyjni są pod tym względem bardziej liberalni. Judaizm konserwatywny i reformowany stara się zaś prowadzić dialog z innymi religiami, w szczególności z chrześcijaństwem. Chodzi o obalanie stereotypów między wyznawcami tych dwóch religii.

### Judaizm a chrześcijaństwo

Menora, świecznik żydowski

Wyznawców judaizmu od chrześcijan różnią przede wszystkim wizja Boga, sposób zbawienia oraz interpretacja prawa i przymierza mojżeszowego, czego następstwem jest również spór o mesjaństwo Jezusa z Nazaretu. Żydzi często postrzegają powstanie chrześcijaństwa nie tylko jako wynik działania Jezusa, ale i byłego faryzeusza, apostoła Pawła.
W przeszłości zarzewiem konfliktu między chrześcijanami a żydami był Talmud i jego postrzeganie przez wyznawców obu religii, który był wielokrotnie potępiany przez papieży i Kościół jako księga heretycka. Papież Grzegorz IX kazał publicznie spalić egzemplarze tej księgi z powodu treści uznanych przez niego za skrajnie antychrześcijańskie i wymierzone w dobre imię Jezusa z Nazaretu. W czasach późniejszych niektórzy z badaczy chrześcijańskich nadal krytykują Talmud, jednym z nich był ks. dr Stanisław Trzeciak, który publikował swoje przemyślenia w książce „Talmud o gojach a kwestia żydowska w Polsce”.

#### Kult samego Boga
Zarówno judaizm, jak i chrześcijaństwo w ten sam sposób odnoszą się do samego podejścia do kultu względem Boga-Absolutu, któremu należy się pierwszeństwo we wszystkim. Różne definiowanie pojęć powoduje jednak trudność w ustaleniu dokładnych stanowisk zarówno judaizmu względem chrześcijaństwa (czy też różnych jego pomniejszych grup), jak i chrześcijaństwa względem judaizmu – w ujęciu pewnych niuansów.
Postrzeganie Boga w judaizmie nie może mieć charakteru antropomorficznego i porównując do innych definiowanych koncepcji należy często posłużyć się metaforą, a nie rozumieniem dosłownym.
Judaizm postrzega Boga jako jedyny i niepodzielny Absolut. Z kolei prawie całe chrześcijaństwo rozumie jako jedynego Boga trójosobowego – trynitarianie.
Prawdopodobnie z powodu niezrozumienia poglądów trynitarian, tj. istoty Absolutu, chrześcijanie w judaizmie postrzegani są jako czciciele dwóch (lub więcej) bogów: prawdziwego Jahwe i fałszywego Jezusa. Żydzi zazwyczaj nie definiując Boga jako jednoosobowego, lecz jedynego w kontekście chrześcijaństwa niejednoznacznie odpowiadają na takie zdefiniowanie Absolutu.
Centralną płaszczyzną zarówno podobieństw, jak i różnic z chrześcijaństwem jest postać Jezusa. Z jednej strony jest on postrzegany przez judaizm jako osoba trzymająca się niemal ściśle nauk judaizmu rabinicznego (na którego nurcie wyrosły obecne nauki) i których nauk nakazuje się trzymać. Z drugiej strony pewne słowa, czyny i postawy Jezusa są odbierane jako jednoznacznie bluźniercze i bałwochwalcze.
Modlitwy i należna cześć w judaizmie kierowane są wyłącznie do Boga, w tym znaczeniu można przyjąć, że chrześcijanie spełniają takie podejście, gdyż nawet modlitwa za wstawiennictwem świętych, jest modlitwą kierowaną wyłącznie do Boga. Niemniej różne definiowanie tych pojęć w zależności od wspólnoty może powodować różną ocenę spójności z naukami judaizmu.

#### Postrzeganie Prawa Mojżeszowego

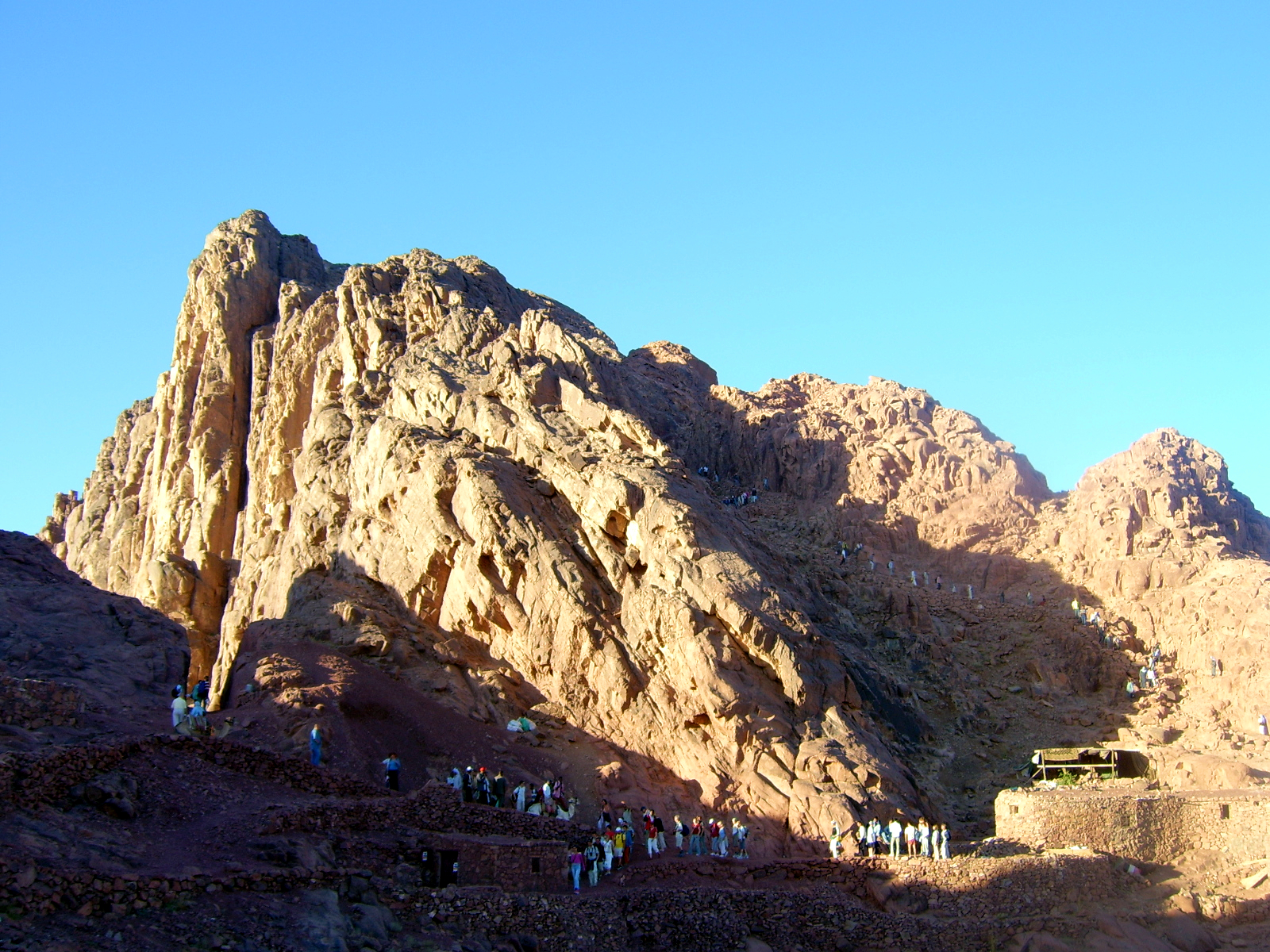
Góra Synaj

Wyznawcy judaizmu uważają, iż prawo nadane Mojżeszowi na górze Synaj było ostatecznym wyrazem woli Bożej, przez co jest ono wieczne i niezmienne. Z kolei chrześcijanie twierdzą, iż Prawo Mojżeszowe było tymczasowym rozwiązaniem, które miało obowiązywać aż do nadejścia Chrystusa i w nim wypełnione.
Nie oznacza to jednak, iż chrześcijanie odrzucają przepisy Tory, lecz część z nich uważają za obrazowe lub obowiązujące w sensie duchowym. Dla przykładu, składanie ofiar w świątyni miało symbolizować ofiarę Chrystusa, przez co jego śmierć jest ucieleśnieniem i końcem tych ofiar. Podobnie rzecz ma się z Paschą. Zakaz spożywania nieczystych zwierząt był jedynie obrazem duchowej rzeczywistości i chrześcijanie interpretują go jako zakaz kontaktu ze wszystkim co jest demoniczne. Nakaz uśmiercania grzeszników był jedynie wyrazem ostatecznych standardów Bożej świętości i sprawiedliwości oraz wiecznego sądu, który czeka niepokutującego grzesznika. Za aktualne uznaje się jednak większość przepisów o charakterze czysto duchowym, jak np. nakaz miłości Boga i bliźniego czy zakaz bałwochwalstwa, morderstwa itp.
Taką definicję Prawa Mojżeszowego wprowadził sam Jezus o czym wielokrotnie wspominają Ewangelie. Było to prawdopodobnie głównym powodem jego odrzucenia przez kapłanów oraz teologów żydowskich, którzy obstawali przy literalnej i niezmiennej interpretacji Tory. Według judaizmu nauki Jezusa są sprzeczne z tym, co nakazał Mojżesz, dlatego też nauczyciel z Nazaretu uznawany jest przez nich za zwodziciela, bluźniercę i fałszywego proroka.

#### Podstawa zbawienia
W judaizmie podstawą zbawienia jest wypełnianie przykazań Bożych (podobnie zresztą jak w przypadku większości religii na świecie). Z kolei chrześcijaństwo głosi usprawiedliwienie z wiary w Jezusa „niezależnie od uczynków wynikających z Prawa” (Rz 3:28) (przy czym uznaje, różnie rozumianą przez różne wyznania, konieczność pełnienia dobrych uczynków, a przede wszystkim przestrzegania przykazania miłości Boga i bliźniego). Nauczanie to od początku wzbudzało wiele kontrowersji i było opacznie interpretowane – wyznawcy judaizmu i innych religii zarzucali chrześcijanom rozpustę (Rz 3:8). Jezus obiecywał swoim wyznawcom wieczne życie i uniknięcie sądu ostatecznego, gdyż sam miał ponieść karę za grzechy wszystkich (Jn 3:18, 5:24). Nie oznaczało to jednak życia w rozpuście i samowoli, lecz całkowite przebłaganie za uchybienia i upadki tych, którzy szczerze żyją nie dla siebie samych, ale dla Jezusa (2 Kor 5:15; 1 Jn 2:1). Odrzucenie prawa mojżeszowego, a przez to rozumiane, że i przykazań Bożych jako podstawy zbawienia, było postrzegane przez większość Żydów jako herezja najgorsza z możliwych.

### Judaizm a masoneria
Żydzi są w ramach teorii spiskowych posądzani o silne związki z masonerią. Stąd bierze się funkcjonujące w wielu językach określenie żydomasoneria. Stosunek jednak ortodoksyjnego judaizmu jest negatywny wobec wolnomularstwa. Judaizm reformowany jest obojętny wobec tych organizacji. Błędnie uważa się za organizację masońską żydowską organizację B’nai B’rith, gdyż składa się ona z lóż.